# Nave corazzata

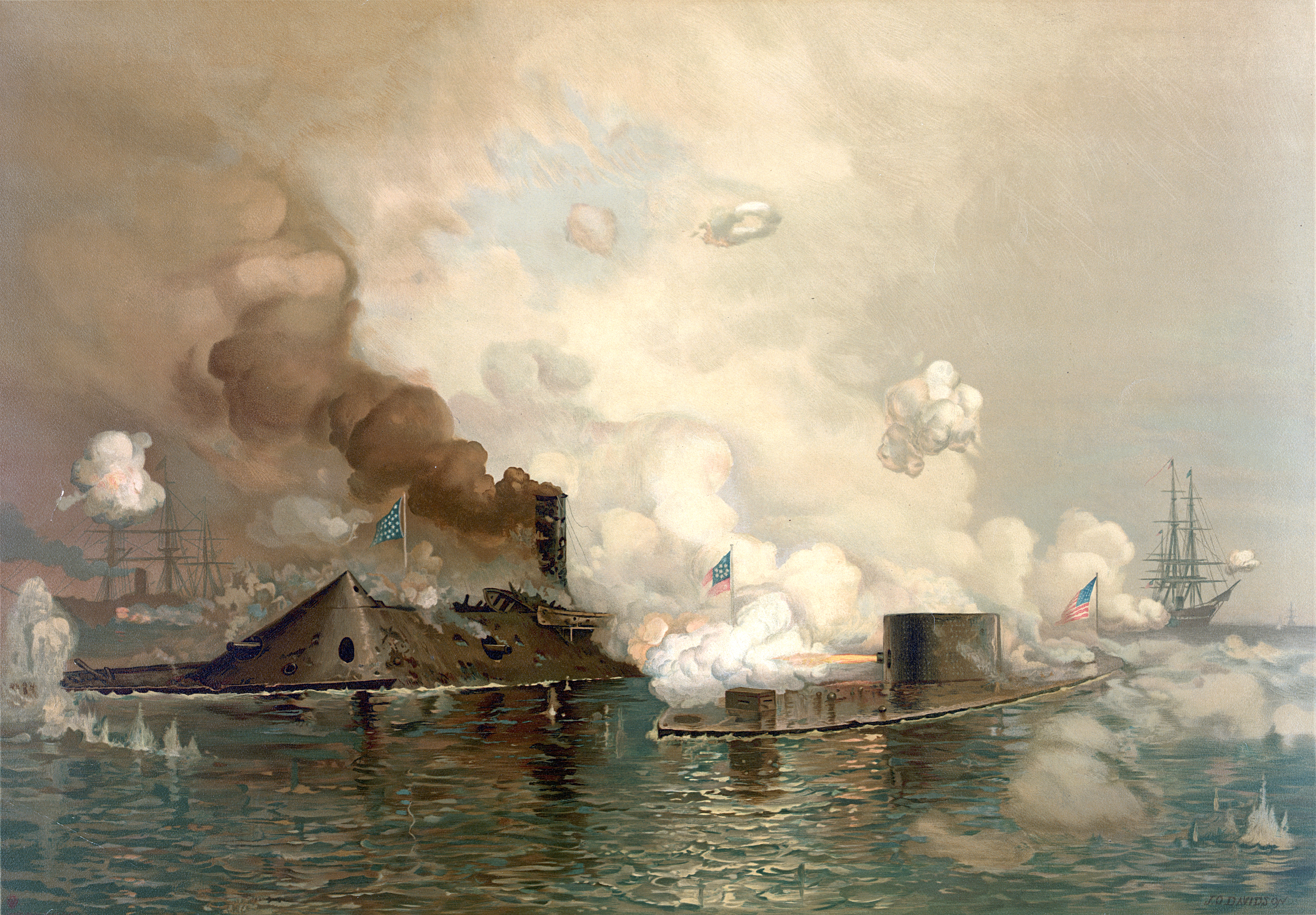
La CSS Virginia (a sinistra) e la USS Monitor impegnate nella battaglia di Hampton Roads, primo scontro tra navi corazzate della storia

La nave corazzata, spesso indicata col termine inglese ironclad, fu un tipo di nave da guerra a vapore impiegata nella seconda metà del XIX secolo, caratterizzata da una corazzatura in ferro o in acciaio; la nave corazzata può essere considerata la prima tipologia mai realizzata della più ampia categoria delle navi da battaglia o "corazzate".

## Generalità
L'adozione di una corazzatura fu resa necessaria dallo sviluppo di proiettili esplosivi e incendiari, che avevano reso le navi in legno molto vulnerabili. La prima nave corazzata, la Gloire, fu varata dalla Marine nationale nel novembre 1859. L'Ammiragliato britannico aveva già preso in considerazione l'idea di una nave corazzata nel 1856, preparando già nel 1857 una prima bozza per un progetto di una corvetta corazzata che non ebbe però seguito. Nel 1859 la Royal Navy costruì due fregate corazzate con lo scafo in ferro e, nel 1861, decise di passare ad una flotta completamente corazzata. Dopo i primi scontri che videro coinvolte navi corazzate (sia solo tra navi corazzate che con navi in legno), avvenuti nel 1862 durante la guerra di secessione americana, divenne chiaro che le navi corazzate avrebbero sostituito i vascelli come unità navali più potenti. Questo nuovo tipo di nave si rivelerà un modello vincente nel corso della guerra di secessione americana.
Furono progettate navi corazzate per diversi ruoli, dalle navi da battaglia alle navi da difesa costiera, fino agli incrociatori a lungo raggio. Il design delle navi corazzate subì un rapido cambiamento alla fine del XIX secolo; le navi con scafo in legno e propulsione mista vele/vapore lasciarono il posto a navi di costruzione interamente metallica, prive di vele e dotate di torrette, il cui aspetto divenne familiare già all'inizio del XX secolo. Tali cambiamenti si susseguirono con tale rapidità che molte navi corazzate erano già obsolete al momento del varo, inoltre anche le tattiche di combattimento navale erano in uno stato di continuo cambiamento. Molte navi corazzate furono progettate appositamente per l'impiego del rostro o di siluri, armi ritenute fondamentali da un certo numero di ingegneri navali dell'epoca. Sebbene non ci sia una data precisa per la fine delle navi corazzate, tale termine iniziò a sparire alla fine degli anni novanta del XIX secolo. Le nuove navi, infatti, furono costruite sempre più secondo uno standard simile e chiamate navi da battaglia o incrociatori corazzati.

## Nell'antichità

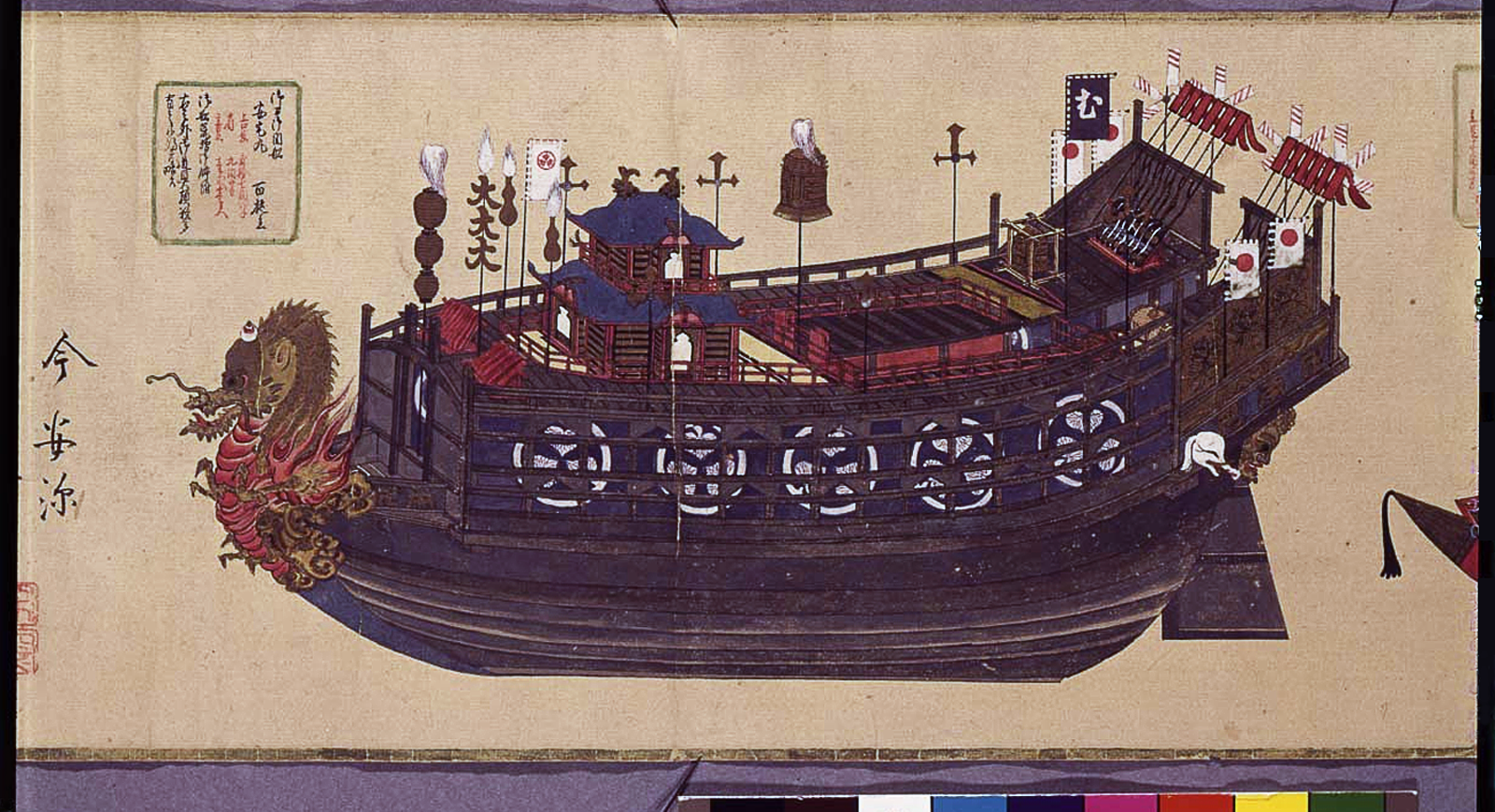
Una atakebune giapponese, XVI secolo

Uno dei primi esempi di nave con corazzatura di cui si ha notizia risale al 240 a.C.. Si trattava della Siracusia, progettata da Archimede, il cui scafo era protetto con un rivestimento in piombo.
Le kobukson o navi tartaruga costruite dai coreani nel XV secolo sono spesso indicate come le prime navi corazzate, questo nonostante l'effettiva entità della loro corazzatura in ferro sia tuttora oggetto di dibattito, con diversi storici che sostengono fosse limitata a punte anti-abbordaggio.
Al XVI secolo risale la Santa Anna, una caracca con lo scafo rivestito in piombo di proprietà dei Cavalieri Ospitalieri. Non è tuttora chiaro se tale rivestimento avesse l'uso di corazzatura, o fosse semplicemente un espediente per migliorare la tenuta stagna. Nonostante ciò, anch'essa è indicata tra i primi esempi di navi corazzate.
Le atakebune giapponesi, chiamate anche tekkōsen, letteralmente navi di ferro, erano imbarcazioni in uso nell'Epoca Sengoku e secondo alcune fonti erano caratterizzate dall'avere le sovrastrutture rinforzate con piastre di ferro. Prive di alberatura e con propulsione a remi, erano più simili a fortezze galleggianti che a navi e furono impiegate solo in azioni costiere.

## La moderna nave corazzata
La concezione moderna di nave corazzata divenne tecnicamente fattibile, nonché tatticamente necessaria, a causa dei progressi ottenuti dall'ingegneria navale nella prima metà del XIX secolo. Secondo lo storico navale ed ex-retroammiraglio della Royal Navy John Richard Hill una nave corazzata doveva possedere tre caratteristiche principali: uno scafo rivestito in metallo, la propulsione a vapore ed un armamento principale di cannoni in grado di sparare proiettili esplosivi. Solo una nave che presentava tutte e tre queste caratteristiche era definibile come "nave corazzata". Ognuna di queste caratteristiche era stata introdotta, separatamente dalle altre, nel decennio antecedente al varo della prima nave corazzata.

### Propulsione a vapore

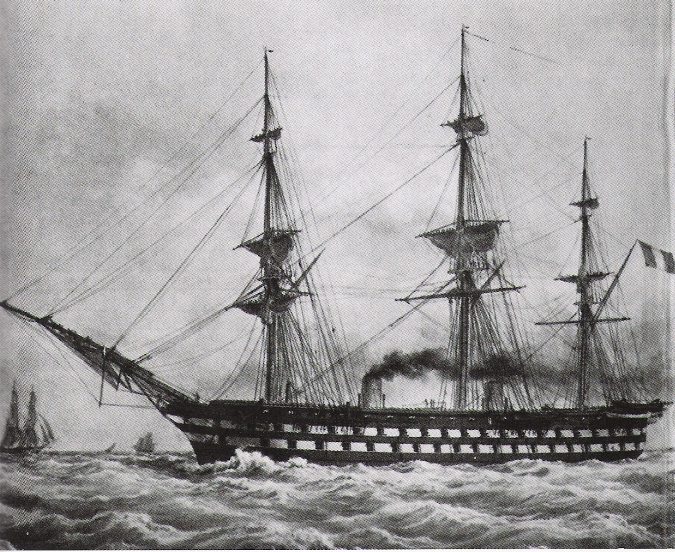
La Napoléon, prima nave da guerra a vapore

Nei secoli XVIII e XIX le flotte da guerra si erano basate essenzialmente su due tipi di nave, il vascello e la fregata. Il primo, importante cambiamento a questa concezione fu l'introduzione del motore a vapore come sistema di propulsione. Piroscafi da guerra furono impiegati già negli anni trenta del XIX secolo, ma si trattava di navi di dimensioni modeste. L'adozione della propulsione a vapore su navi da guerra di dimensioni maggiori fu possibile solo dal decennio successivo, quando dalla ruota a pale si passò all'elica. Fregate a vapore furono costruite a metà degli anni 1840, ed alla fine del decennio la Marine nationale introdusse i primi vascelli a vapore. Tale cambiamento fu voluto da Napoleone III, che desiderava aumentare la propria influenza in Europa, e per fare questo era necessario sfidare i britannici sul piano navale.
La prima nave da guerra con motore a vapore fu un vascello da 90 cannoni, la Napoléon, varato nel 1850. Il Napolèon era armato come un tradizionale vascello, ma i suoi motori gli garantivano una velocità di 12 nodi (22 km/h) a prescindere dalle condizioni di vento, un vantaggio che poteva rivelarsi potenzialmente decisivo in una battaglia navale.
L'introduzione di vascelli a vapore diede il via ad una competizione tra Francia e Gran Bretagna. In dieci anni i francesi costruirono otto navi sorelle della Napoléon, ma i britannici riuscirono presto a superare i rivali. Complessivamente, la Francia costruì dieci nuove navi da guerra in legno a vapore e convertì 28 vascelli già esistenti, mentre la Gran Bretagna ne costruì 18 nuove e ne convertì 41.

### Proiettili esplosivi

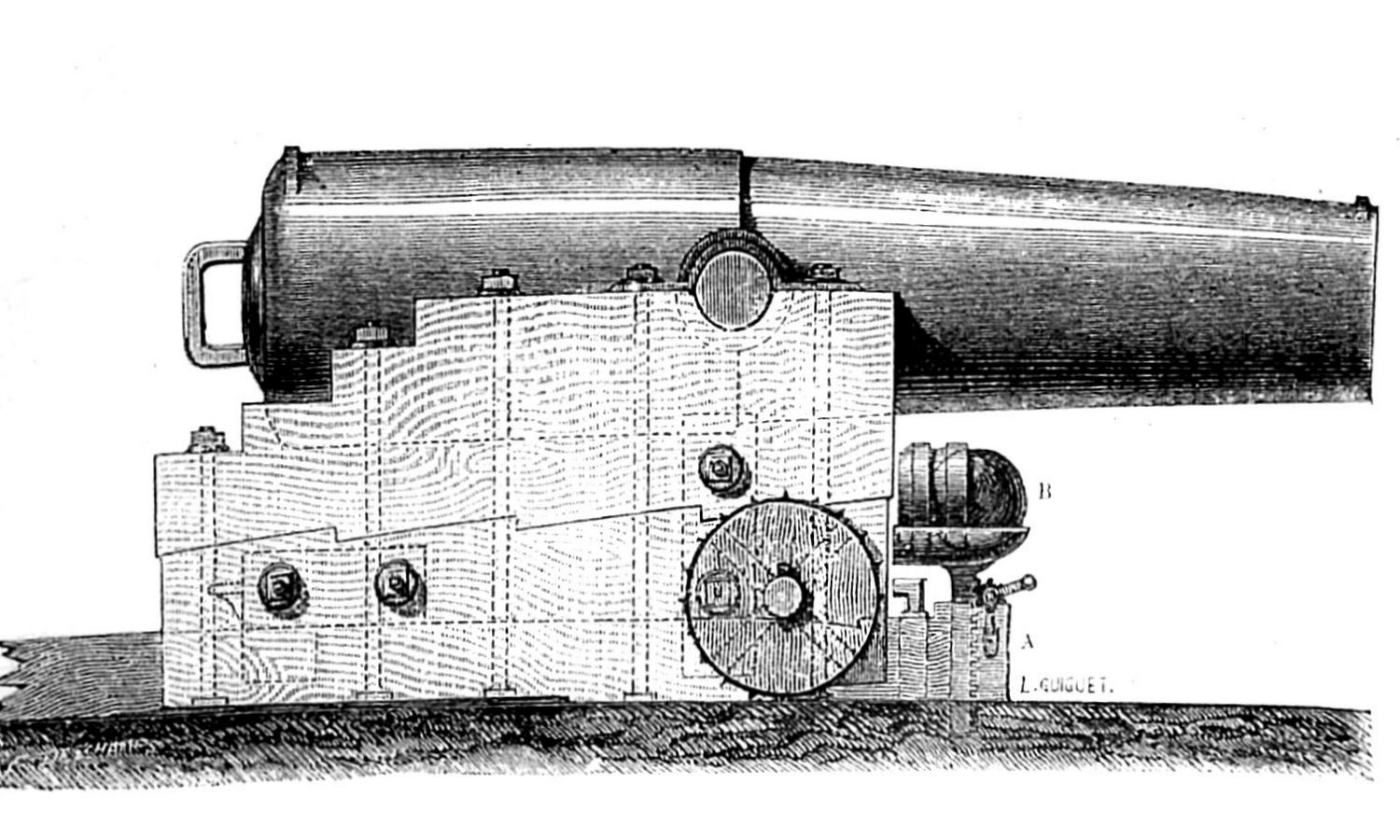
Un cannone Paixhans, incisione, circa 1860

L'era dei vascelli a vapore finì presto a causa dell'introduzione di nuovi e più potenti cannoni navali. Tra gli anni venti e trenta le navi da guerra cominciarono a montare armi sempre più pesanti; sui vascelli si passò dai cannoni da 18 e 24 lb a quelli da 32, mentre sulle navi con propulsione a vapore furono adottati cannoni da 68 lb. Furono poi introdotti i primi cannoni capaci di impiegare proiettili esplosivi; il primo tra questi fu il cannone Paixhans, sviluppato dal generale francese Henri-Joseph Paixhans. Tali armi già negli anni quaranta erano parte dell'armamento standard della Marine nationale, della Royal Navy, della Voenno-morskoj Flot Rossijskoj Imperii e della United States Navy.
Si affermò spesso che i nuovi proiettili esplosivi sarebbero stati in grado di distruggere i normali scafi in legno; di ciò si ebbe prova durante la battaglia di Sinope, quando le navi dell'Impero russo affondarono un intero squadrone di navi ottomane, segnando così la fine delle navi da guerra con scafo in legno.
La minaccia maggiore per le navi in legno, data dai cannoni convenzionali, era che il proiettile poteva raggiungere la nave ancora incandescente, causando incendi e, anche indirettamente, l'esplosione di una delle polveriere. Alcune marine da guerra sperimentarono proiettili cavi riempiti di metallo fuso, in modo da aumentarne la capacità incendiaria.

### Corazzatura in ferro

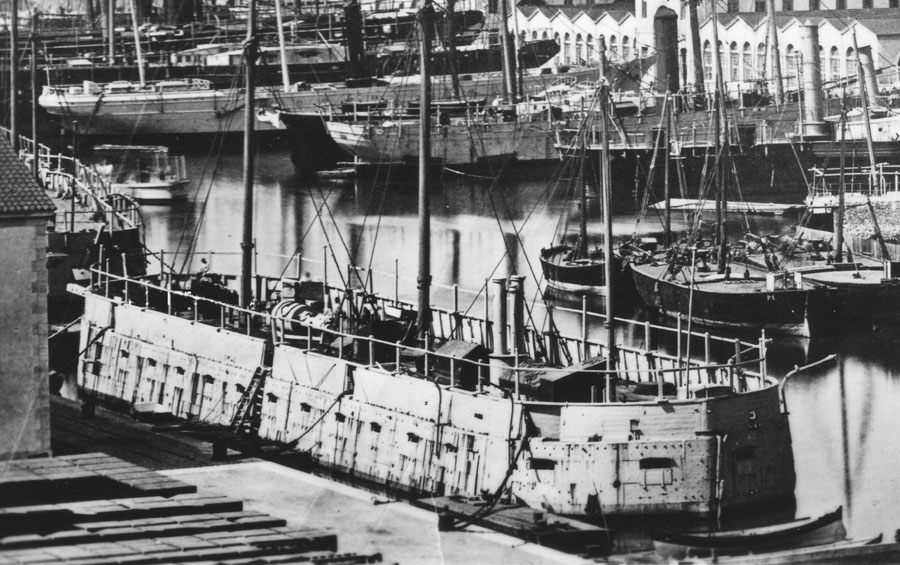
La Lave, che assieme alla Tonnante e alla Dévastation durante la battaglia di Kinburn distrusse le difese costiere russe

Dopo la dimostrazione di potenza che i nuovi proiettili esplosivi avevano dato nella battaglia di Sinope, e temendo che le sue navi si sarebbero dimostrate vulnerabili ai cannoni Paixhans delle fortificazioni russe coinvolte nella guerra di Crimea, Napoleone III ordinò la progettazione di una batteria galleggiante, equipaggiata con cannoni di grosso calibro e pesantemente corazzata. I primi esperimenti svolti nel primo semestre del 1854 furono estremamente soddisfacenti, ed il 17 luglio i francesi informarono i britannici, in quel momento loro alleati in Crimea, che avevano trovato una soluzione per costruire imbarcazioni a prova di cannone e che presto avrebbero trasmesso loro i progetti. Dopo alcuni test svolti in settembre, l'Ammiragliato britannico decise di realizzare cinque batterie galleggianti seguendo i piani francesi; la costruzione fu affidata alla Thames Ironworks and Shipbuilding Company ed alla Millwall Iron Works.
Le batterie galleggianti francesi entrarono in azione nel 1855 a supporto delle navi in legno impegnate in Crimea. Il loro ruolo era di assistere cannoniere non corazzate e mortai impegnati a bombardare le fortificazioni costiere. I francesi usarono tre delle loro batterie galleggianti classe Dévastation, la Lave, la Tonnante e la Dévastation durante la battaglia di Kinburn, sul Mar Nero, dove si dimostrarono efficaci contro le difese costiere russe. In particolare, le tre imbarcazioni riuscirono a radere al suolo le fortificazioni russe rimanendo praticamente immuni ai colpi ricevuti. Gli unici danni riportati furono causati dai colpi che riuscirono a penetrare attraverso le aperture dei cannoni e ad un portello difettoso. Sebbene la battaglia fu insignificante per le sorti del conflitto, assieme a quella di Sinope segnò il definitivo abbandono delle navi in legno in favore di quelle corazzate.
Le tre navi furono poi impiegate in azione nel 1859, nel Mare Adriatico, nel corso della seconda guerra d'indipendenza italiana.
Le batterie galleggianti britanniche classe Aetna, la HMS Glatton e la HMS Meteor, arrivarono invece troppo tardi per prendere parte alla battaglia di Kinburn. I britannici pianificarono di usarle nel Mar Baltico contro la ben fortificata base navale di Kronštadt.
Le batterie galleggianti vengono a volte indicate come le prime navi corazzate, ma potevano raggiungere solo i 4 nodi (7,4 km/h) e, sebbene a Kinburn avessero impiegato i loro motori, per gli spostamenti a lungo raggio necessitavano dell'ausilio di un rimorchiatore. Il loro contributo nella marina si rivelò inoltre marginale. Nonostante ciò, il seppur breve successo delle batterie galleggianti convinse la Francia a cominciare a progettare navi corazzate per la propria flotta da guerra.

## Prime navi corazzate

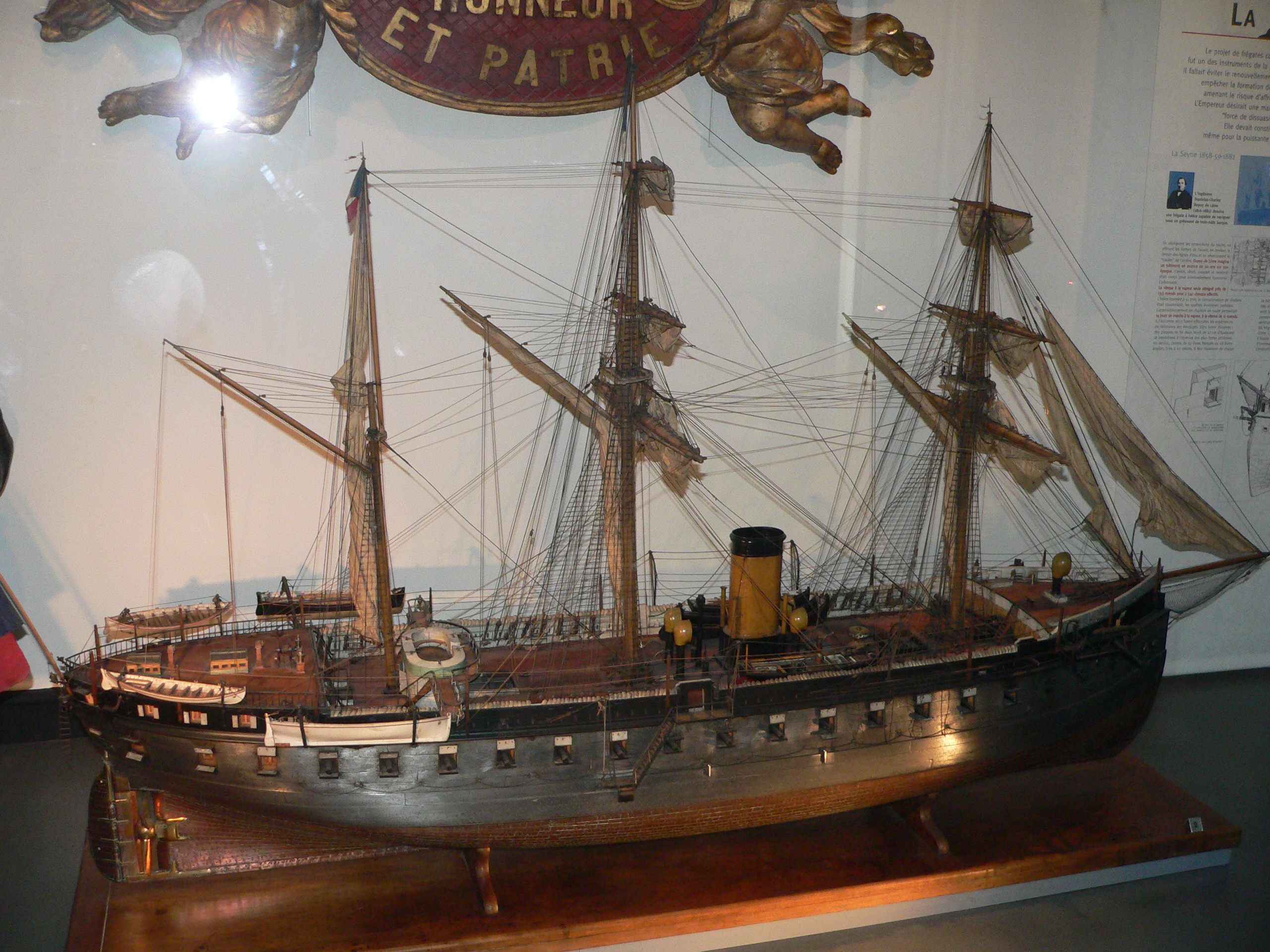
Modellino della francese la Gloire, prima nave corazzata, varata nel 1859

Alla fine degli anni cinquanta era chiaro che la Francia non avrebbe potuto sottrarre alla Gran Bretagna il primato di costruttore di vascelli a vapore, e per riconquistare almeno la superiorità strategica era necessario un drastico cambiamento. Il risultato fu la prima nave corazzata in grado di affrontare il mare aperto, la Gloire, impostata nel 1857 e varata nel 1859. Lo scafo in legno de la Gloire fu modellato su quello di un vascello a vapore, ridotto ad un unico ponte e rivestito con lastre di ferro di 110 mm di spessore. Il motore a vapore, azionante una singola elica, garantiva una velocità 13 nodi (24 km/h). La nave era armata con 36 cannoni da 160 mm a canna rigata. La Francia costruì altre 16 navi corazzate, comprese due navi gemelle de la Gloire. Tra queste anche le due navi della classe Magenta, la Magenta e la Solférino, uniche navi corazzate a due ponti mai costruite.
La Royal Navy non era però ansiosa di sacrificare la sua superiorità navale, stabilendo che la prima nave corazzata britannica avrebbe dovuto superare le navi francesi su ogni fronte, in particolare su quello della velocità. Una nave veloce avrebbe avuto il vantaggio di poter scegliere la distanza di combattimento più favorevole, rendendosi virtualmente invulnerabile al fuoco nemico. Il progetto britannico era quindi una fregata ingrandita e potenziata, piuttosto che un vascello. L'alta velocità desiderata necessitava di uno scafo molto lungo, che doveva essere costruito in ferro. Il risultato furono le due navi corazzate classe Warrior: la HMS Warrior, varata nel 1860, e la HMS Black Prince, varata l'anno successivo. Il design delle navi si rivelò un successo, anche se rappresentava necessariamente un compromesso tra la tenuta in mare, le esigenze di autonomia e la corazzatura; i cannoni erano più efficaci di quelli installati su la Gloire ed i motori, all'epoca i più grandi mai installati su una nave, garantivano una velocità massima di 14,3 nodi (26,5 km/h).

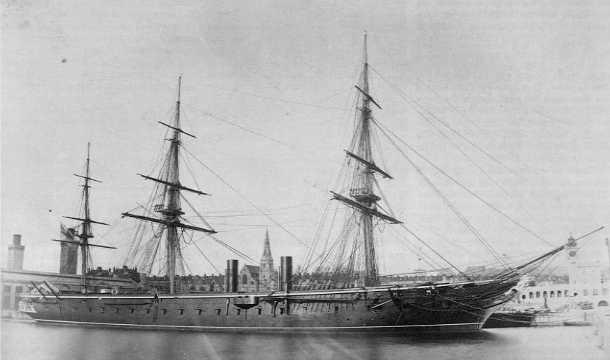
La HMS Warrior, varata nel 1860, fu la prima nave corazzata britannica

Tuttavia, la Gloire e le sue navi sorelle avevano una corazzatura completa a protezione dello scafo, lungo tutta la linea di galleggiamento, e delle batterie. La HMS Warrior e la HMS Black Prince, così come le più piccole HMS Defence e HMS Resistance, furono obbligate a concentrare la corazzatura in una zona centrale, chiamata "cittadella" o "scatola blindata", lasciando molto dell'armamento principale, nonché le sezioni di prua e poppa, prive di protezione. Lo scafo interamente in ferro della HMS Warrior non era poi esente da inconvenienti, in particolare necessitava di manutenzione e riparazioni periodiche in forma maggiore degli scafi in legno, inoltre era più sensibile al fenomeno dei fouling.
Nel 1860 fu impostata in Francia, per conto del Regno d'Italia, la prima unità della classe Formidabile, prime navi corazzate della Regia Marina. La prima nave corazzata costruita in Italia fu la Principe di Carignano, impostata nel 1861. Nello stesso anno sia l'Impero russo che l'Impero austro-ungarico varavano le loro prime navi corazzate, rispettivamente la Pervenec e la SMS Drache. Nel 1862 quasi tutte le marine militari d'Europa avevano adottato navi corazzate. Mentre la Spagna varava la sua prima nave corazzata, la Numancia, Gran Bretagna e Francia avevano ciascuna sedici navi corazzate, già completate o in fase di costruzione. Le navi britanniche avevano però dimensioni maggiori delle francesi.
Nel 1863 fu impostata la SMS Arminius, progettata e costruita in Gran Bretagna per conto del Regno di Prussia, prima nave corazzata tedesca. La Prussia iniziò a costruire navi corazzate per contro proprio solo a partire dal 1868, quando fu impostata la SMS Hansa. La Hansa entrò in servizio solo nel 1875, ma nella Kaiserliche Marine, in quanto nel frattempo la Prussia era diventata parte dell'Impero tedesco.
Tuttavia, le prime battaglie a cui presero parte le nuove navi corazzate non coinvolsero né la Gran Bretagna né la Francia né altri stati europei; inoltre, le navi coinvolte avevano un design decisamente differente da quello de la Glorie e della Warrior, essendo prive di alberatura e della classica disposizione di cannoni "a bordata". L'uso di navi corazzate avvenuto nella guerra di secessione americana, nonché lo scontro tra le flotte della Regia Marina e della k.u.k. Kriegsmarine durante la battaglia di Lissa, influenzarono notevolmente l'evoluzione del progetto delle navi corazzate.

### Guerra di secessione americana: prima battaglia tra navi corazzate
- USS Monitor: monitore, 2 cannoni su torretta girevole
- USS Cairo: corazzata a casamatta, 13 cannoni fissi sui 4 lati
- CSS Albemarle: ariete corazzato

Le prime azioni belliche che coinvolsero navi corazzate ebbero luogo durante la guerra di secessione americana. Allo scoppio della guerra, la United States Navy non aveva navi corazzate, e le navi più potenti erano sei fregate a vapore prive di armamento. Dal momento che la maggior parte della marina rimase fedele all'Unione, la Confederazione cercò di ottenere un vantaggio sul fronte navale con l'acquisizione di moderne navi corazzate. Nel maggio del 1861 il Congresso confederato approvò una spesa di 2 milioni di dollari per l'acquisto di navi corazzate di produzione europea, e nel luglio e agosto 1861 la Confederazione iniziò la costruzione di navi corazzate nonché la conversione di navi in legno.
Il 12 ottobre 1861 la confederata CSS Manassas divenne la prima nave corazzata ad entrare in combattimento, scontrandosi con le navi da guerra dell'Unione sul fiume Mississippi durante la battaglia di Capo Passes. La Manassas era stata ricavata a partire da una nave mercantile di New Orleans, modificata per il combattimento fluviale e costiero. Nel febbraio 1862 entrò in servizio nella Marina confederata la più grande CSS Virginia, costruita a Norfolk a partire dal relitto della USS Merrimack. La USS Merrimack era in origine una classica nave di legno, ma nel corso della ricostruzione fu trasformata in una grande casamatta in ferro. Tale tipologia di navi, molto in uso durante la guerra civile, prenderà il nome di corazzata a casamatta. Contemporaneamente, l'Unione aveva completato sette cannoniere corazzate della classe City e, nel contempo, stava per completare la USS Monitor, caratterizzata da un innovativo design proposto dall'inventore svedese John Ericsson. L'Unione stava costruendo anche una grande fregata corazzata, la USS New Ironside, ed una più piccola, la USS Galena.
La prima battaglia tra navi corazzate ebbe luogo il 9 marzo 1862, quando alla Monitor fu assegnato il compito di proteggere la flotta in legno dell'Unione dalla nave corazzata Virginia e dalle altre navi da guerra confederate. Durante lo scontro tra la Monitor e la Virginia, avvenuto il secondo giorno della battaglia di Hampton Roads, le due navi corazzate tentarono ripetutamente di speronarsi a vicenda, mentre i proiettili rimbalzavano contro le loro corazzature.
La battaglia attirò l'attenzione di tutto il mondo, mettendo in chiaro che le navi da guerra di legno erano definitivamente da considerarsi obsolete, e che una moderna nave corazzata avrebbe potuto facilmente distruggerle.
Nel corso della guerra civile altre navi corazzate furono costruite da entrambe le parti, giocando un ruolo sempre più crescente nella guerra navale rispetto ad altri tipi di nave. L'Unione costruì una grande flotta di cinquanta monitori, navi corazzate adatte alla navigazione fluviale o costiera, modellati sulla Monitor. Le navi corazzate costruite della Confederazione erano invece versioni rimpicciolite della Virginia, molte delle quali videro l'azione nel corso della guerra.
Tuttavia, i tentativi confederati di acquistare navi corazzate oltreoceano furono frustrati dalle nazioni europee (in particolare l'Impero Russo, unico paese a sostenere apertamente l'Unione durante la guerra), i cui governi confiscavano regolarmente le navi in costruzione per la Confederazione. Solo la CSS Stonewall, costruita in Francia, riuscì ad arrivare in acque americane, ma a guerra ormai conclusa.
Nelle successive fasi della guerra, le navi corazzate dell'Unione parteciparono ad attacchi contro porti confederati. Sette monitori dell'Unione, tra cui la USS Montauk, a cui si aggiunsero la fregata corazzata New Ironside e la USS Keokuk, progetto dal disegno inedito, parteciparono ad un attacco contro Charleston. L'operazione si rivelò un fallimento e una delle navi dell'unione, la Keokuk, fu affondata. Alla difesa del porto parteciparono due piccole navi corazzate confederate, la CSS Palmetto State e la CSS Chicora. Per il successivo attacco alla baia di Mobile, l'Unione assemblò quattro monitori ed undici navi di legno, che avrebbero dovuto confrontarsi con la CSS Tennessee, la più potente nave corazzata confederata, e con le cannoniere corazzate CSS Morgan, CSS Gaines e CSS Selma.

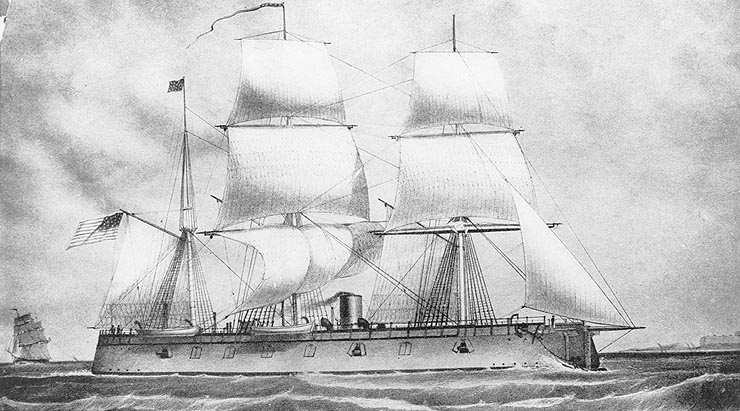
La fregata corazzata USS New Ironside

Nel frattempo, sul fronte occidentale l'Unione aveva costruito una formidabile forza fluviale di navi corazzate. Iniziando solo con alcuni battelli in legno convertiti, gli unionisti avevano poi contattato l'ingegnere James Eads di Saint Louis, Missouri, per progettare le navi corazzate classe City. Queste navi, rivelatesi eccellenti, furono costruite con una coppia di motori azionanti un'unica ruota a pale posta centralmente allo scafo, il tutto protetto da una corazzatura a casamatta. Il pescaggio ridotto permetteva alle navi di percorrere anche affluenti minori, poco profondi, rendendole molto adatte alla navigazione fluviale. Eads progettò anche monitori specificatamente per l'uso fluviale. Di questi i primi due, la USS Neosho e la USS Osage, differivano dai monitori costruiti fino ad allora, che erano adatti anche alla navigazione in mare, in quanto erano mossi da una ruota a pale.
Le navi di Eads furono probabilmente tra le migliori corazzate della Western Flotilla, ma anche altre navi servirono validamente tra le file dell'Unione. Tutte di progettazione differente, alcune più efficaci di altre, alcune erano simili alle classiche navi fluviali, ma con la ruota a pale laterale corazzata. Tutte erano armate con vari cannoni a canna liscia ed alcuni a canna rigata. L'esperienza accumulata nel settore delle navi corazzate durante la guerra di secessione americana, con la sua incredibile varietà di progetti, alcuni più efficaci (o disastrosi) di altri, confermo un emergente trade off, una necessità di ricorrere a compromessi nell'applicazione delle più recenti innovazioni tecnologiche nella costruzione e progettazione di corazzature, navi ed armamenti.
Non vi era una nave corazzata "perfetta", che potesse risultare invincibile in ogni tipo di scontro, dai duelli tra navi fino al bombardamento di fortezze, ed in ogni teatro di guerra, dal mare aperto ai fiumi. Le navi corazzate dell'Unione svolsero un ruolo importante nel Mississippi e nei suoi affluenti, attaccando forti, installazioni e navi confederate, rimanendo sempre relativamente immuni al fuoco nemico. Esse non erano pesantemente corazzate come i monitori che l'Unione impiegava in mare, ma erano adeguate al compito a cui erano assegnate. Le perdite nella Western Flotilla furono causate soprattutto da siluri e mine e solo in minima parte dal fuoco diretto nemico, ed anche in questo caso i danni maggiori furono causati da installazioni piuttosto che dalle navi confederate.

### Lissa: prima battaglia tra flotte

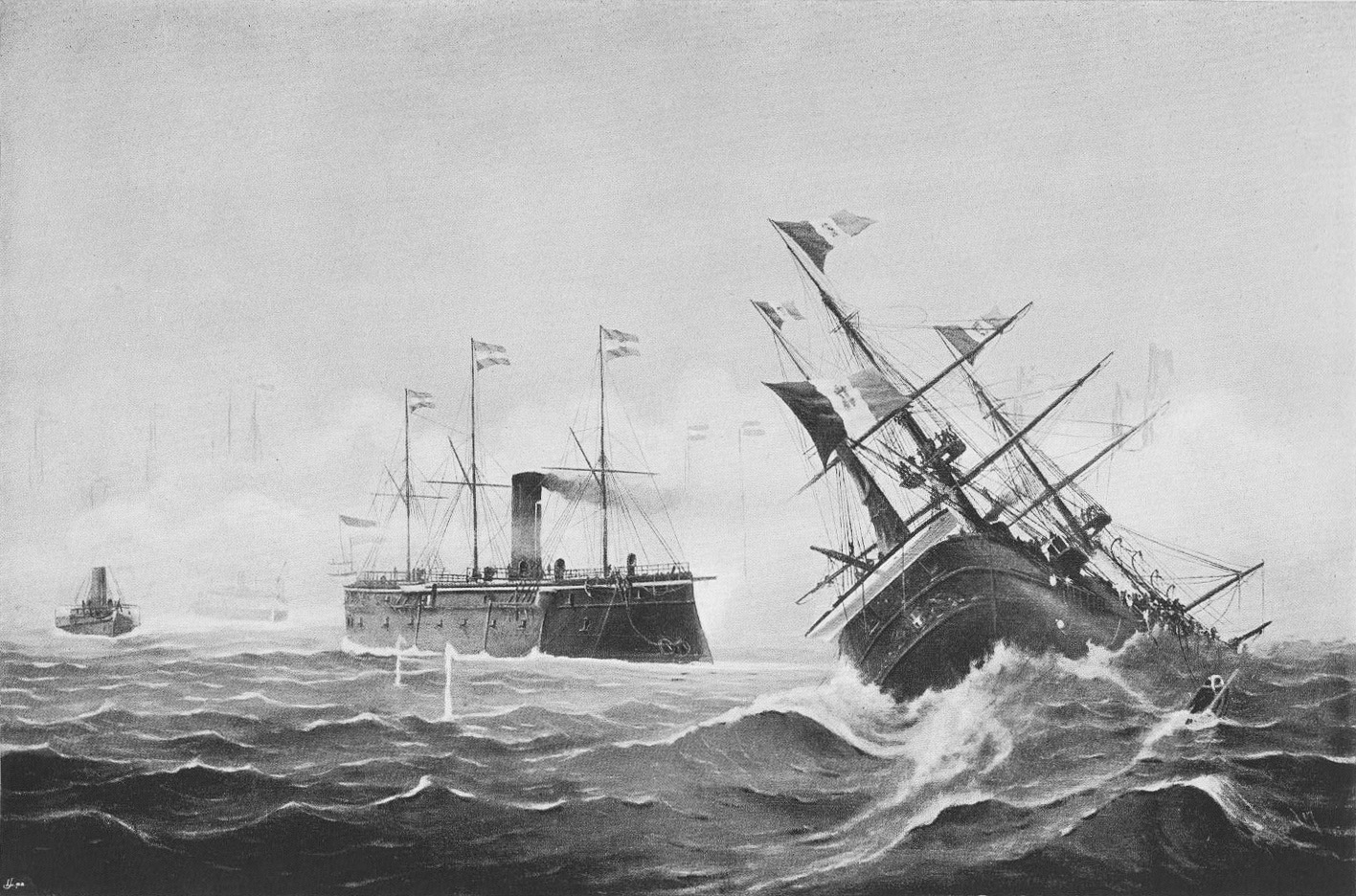
L'affondamento della Re d'Italia, speronata dalla SMS Erzherzog Ferdinand Max durante la battaglia di Lissa. Litografia, circa 1908

La prima battaglia tra flotte, nonché la prima battaglia in alto mare a vedere il coinvolgimento di navi corazzate, fu la battaglia di Lissa del 1866. Combattuta tra la Regia Marina italiana e la k.u.k. Kriegsmarine austro-ungarica, vide il confronto tra flotte miste, comprendenti fregate e corvette in legno a fianco di moderne navi corazzate, e fu la più grande battaglia navale tra quella di Navarino (1827) e quella di Tsushima (1905).
La flotta italiana consisteva di 12 navi corazzate e di un numero simile di navi in legno, intente a scortare le navi che trasportavano le truppe che avrebbero dovuto sbarcare sull'isola adriatica di Lissa. Tra le navi corazzate italiane si contavano sette fregate corazzate, quattro navi corazzate più piccole, e la nuova Affondatore, dotata di rostro e di due torrette. La marina austro-ungarica era dotata invece di sette fregate corazzate. Gli austro-ungarici, credendo di avere navi inferiori alle italiane, decisero di ingaggiare la flotta nemica a breve distanza, con l'intenzione di speronare le navi avversarie. La flotta austro-ungarica fu disposta così in una formazione a punta di freccia, con le navi corazzate in prima linea, che avrebbe dovuto caricare quella italiana. Nella mischia che ne seguì entrambi gli schieramenti furono frustrati sia dalle armi, che sembravano infliggere solo danni di lieve entità, che dalle effettive difficoltà di speronamento. Tuttavia, l'azione che vide la nave ammiraglia austro-ungarica, la SMS Erzherzog Ferdinand Max, speronare ed affondare l'ammiraglia italiana, la Re d'Italia, attirò grande attenzione per gli anni a venire.
Oltre alla Re d'Italia la flotta italiana perse anche la nave corazzata Palestro. Di contro, l'austro-ungarica SMS Kaiser, vascello a due ponti non corazzato, sopravvisse quasi miracolosamente nonostante durante la battaglia fosse stretto dal fuoco incrociato di quattro navi corazzate italiane. La SMS Kaiser fu protagonista anche di uno speronamento ai danni della Re di Portogallo. In questo caso fu la nave austriaca ad avere la peggio, la cui prua in legno riportò estesi danni dallo scontro con la nave corazzata italiana. La battaglia sancì la popolarità del rostro, che sarà presente nelle navi da battaglia europee per molti anni a seguire, e la vittoria riportata dall'Impero austro-ungarico ne sancì la superiorità navale nell'Adriatico.
Gli scontri della guerra di secessione americana e la battaglia di Lissa influenzarono notevolmente i progetti e le tattiche delle flotte corazzate che seguirono. In particolare, esse insegnarono ad una generazione di ufficiali di marina la lezione, fuorviante, che lo speronamento fosse il modo migliore per affondare una corazzata nemica.

## Armamento e tattiche
L'adozione della corazzatura in ferro fece sì che il tradizionale armamento navale, composto da decine di cannoni leggeri, divenisse inutile, dal momento che i loro colpi sarebbero semplicemente rimbalzati contro le protezioni. Per penetrare tali corazzatura furono adottati cannoni sempre più pesanti; tuttavia si diffuse contemporaneamente anche l'opinione che lo speronamento fosse l'unico modo per affondare una corazzata. Le dimensioni ed il peso crescente dei cannoni obbligò ad allontanarsi dal design tradizionale dei vascelli, che prevedeva molte armi disposte a bordata, cioè lungo le fiancate, adottando invece un più esiguo numero di cannoni disposti in torrette mobili.

### Rostro

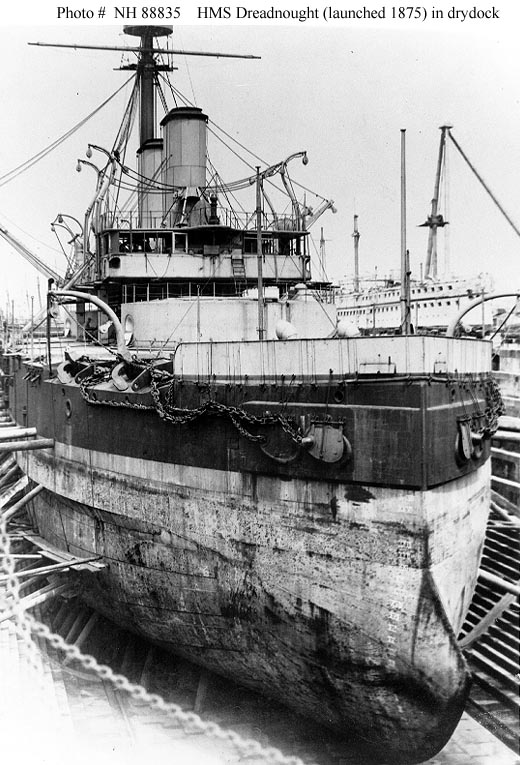
La HMS Dreadnought in un bacino di carenaggio. Ben visibile il grosso rostro.

Le prime navi corazzate specificatamente progettate per l'impiego del rostro furono le due unità della classe Magenta, impostate nel 1859. Dagli anni sessanta agli anni ottanta molti progettisti navali credettero che, con lo sviluppo e la diffusione della corazzatura in ferro, il rostro fosse ritornato ad essere l'arma più importante nella guerra navale. Coi motori a vapore che avevano reso le navi indipendenti dal vento, e la corazzatura che le aveva rese invulnerabili ai proiettili, il rostro sembrava l'unica arma che garantiva la possibilità di sferrare un colpo decisivo. Gli scarsi danni inflitti dai cannoni della Monitor e della Virginia durante la battaglia di Hampton Roads e la spettacolare e fortunata azione di speronamento della Erzherzog Ferdinand Max ai danni della Re d'Italia a Lissa alimentarono tale credenza.Dai primi anni settanta fino ai primi anni ottanta, la maggior parte degli ufficiali di marina britannici credettero che i cannoni come armamento principale sarebbero stati a breve sostituiti dal rostro. Coloro che invece avevano notato la reale esiguità del numero di navi affondate per speronamento dovevano lottare per essere ascoltati.
La rinascita dello speronamento ebbe un effetto significativo sulla tattica navale, dal momento che nel XVII secolo la tattica predominante nella guerra navale era stata la linea di battaglia, dove una formazione di navi procedeva in fila per poter garantire la miglior capacità di fuoco dalle murate. Tale tattica era totalmente incompatibile con lo speronamento, ed il rostro gettò le tradizionali tattiche di flotta nel caos. La questione di come una flotta corazzata avrebbe dovuto schierarsi in battaglia per utilizzare al meglio il rostro non fu mai testata in battaglia, e se lo fosse stata, il combattimento che sarebbe seguito avrebbe dimostrato che i rostri potevano essere usati solo contro le navi che, per qualche motivo, erano impossibilitate a muoversi. Il rostro cadde in disuso negli anni ottanta, quando si capì che lo stesso effetto poteva essere ottenuto con l'impiego di siluri, che garantivano inoltre alla nave attaccante una minore vulnerabilità ai nuovi cannoni a fuoco rapido.

### Evoluzione dei cannoni navali

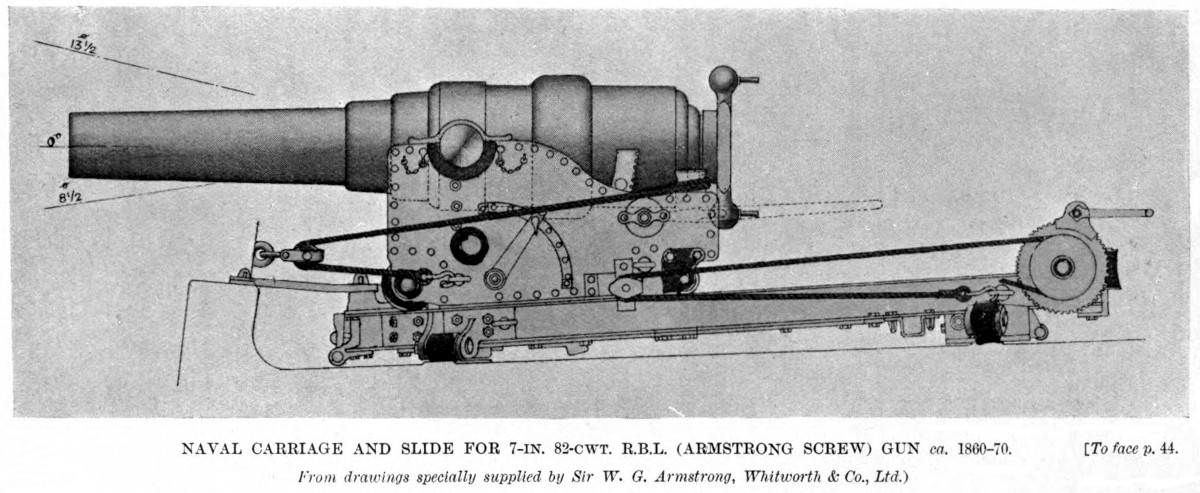
Schema di un cannone Armstrong da 110 libbre a retrocarica

L'armamento delle navi corazzate si stava evolvendo verso un piccolo numero di armi, sufficientemente potenti da essere in grado di penetrare anche da notevoli distanze la corazzatura delle navi nemiche. Come diretta conseguenza, il calibro ed il peso dei cannoni era aumentato sensibilmente. Le marine dell'epoca che adottavano navi corazzate dovettero anche cimentarsi con la complessità dei nuovi cannoni a canna rigata contro quelli a canna liscia, nonché col passaggio dall'avancarica alla retrocarica. La HMS Warrior, ad esempio, imbarcava sia moderni cannoni da 110 libbre a canna rigata e retrocarica, sia dei tradizionali cannoni da 68 libbre a canna liscia e ad avancarica. I cannoni da 110 lb erano stati progettati da William George Armstrong, che li aveva pensati come capostipiti di una nuova generazioni di cannoni pesanti della Royal Navy, ma furono presto ritirati dal servizio.
I cannoni a retrocarica sembravano offrire importanti vantaggi. Potevano infatti essere ricaricati senza spostare il cannone, azione particolarmente lunga e complessa, in particolare nella fase di riposizionamento. I cannoni Armstrong imbarcati sulla Warrior avevano l'ulteriore pregio di essere più leggeri rispetto ad un equivalente a canna liscia e, grazie alla rigatura, anche più accurati.
Tuttavia, tale design fu respinto a causa di altri problemi che affliggevano i cannoni a retrocarica e che sarebbero stati risolti solo alcuni decenni dopo. La debolezza principale della retrocarica risiedeva negli evidenti problemi di tenuta della culatta. Il principio di funzionamento delle armi da fuoco verte sulla conversione esplosiva del propellente in gas: questa esplosione spinge il proiettile verso la volata, imponendo contemporaneamente grandi sollecitazioni al cannone stesso. Se la culatta, che sopporta alcune delle maggiori forze durante il processo di sparo, non ha una tenuta perfetta, vi è il rischio che il gas di scarico esca anche solo parzialmente dalla culatta, o addirittura che la culatta stessa si rompa. Questo a sua volta riduce la velocità alla volata, oltre a mettere in pericolo l'equipaggio assegnato al cannone. I cannoni della Warrior soffrirono di entrambi i problemi: la bassa velocità avrebbe impedito ai proiettili di penetrare i 118 mm di corazzatura de la Gloire, mentre a volte la vite che assicurava la culatta alla canna veniva addirittura sparata indietro. Problemi simili furono riscontrati anche dai cannoni a retrocarica che, nel frattempo, erano diventati lo standard nelle marine militari di Francia e Germania.
Questi problemi spinsero i britannici ad adottare sulle loro navi armi ad avancarica di potenza crescente fino agli anni ottanta. Dopo una breve introduzione del cannone Somerset da 100 lb o 9,5 pollici (240 mm) a canna liscia, del peso di 6,6 t, l'Ammiragliato introdusse armi rigate da 7 pollici (180 mm)} del peso di 7 t.
Queste furono seguite da una serie di cannoni, sempre più mastodontici, del peso di 12, 25, 25, 38 ed infine 81 t, con calibri da 8" (203 mm) a 16" (406 mm). La decisione di mantenere l'avancarica fino agli anni ottanta è stata oggetto di critiche da parte degli storici. Tuttavia, almeno fino alla fine degli anni settanta, i cannoni ad avancarica britannici avevano prestazioni superiori in termini di gittata e cadenza di tiro rispetto ai quelli a retrocarica francesi e prussiani, che soffrivano degli stessi problemi che affliggevano i primi cannoni Armstrong.
Dal 1875 in poi, l'equilibrio tra avancarica e retrocarica cambiò. Il capitano francese de Bange inventò un metodo che garantiva la tenuta della culatta, adottato dai francesi nel 1873. Inoltre, la crescente dimensione dei cannoni navali rendeva il procedimento di avancarica sempre più complicato. Con cannoni di tali dimensioni non vi era più alcuna possibilità di tirare indietro l'arma per la procedura di ricarica ed era diventato impraticabile anche il ricaricamento manuale, furono così adottati complessi sistemi idraulici per il ricaricamento esterno dei cannoni, così da non esporre l'equipaggio al fuoco nemico. Nel 1882, durante il bombardamento di Alessandria nel corso della guerra anglo-egiziana, i cannoni da 16" (406 mm) e 81 t della HMS Inflexible riuscirono a sparare con una cadenza di un colpo ogni 11 minuti. I cannoni da 450 mm e 100 t dell'italiana Caio Duilio avevano invece una cadenza di un colpo ogni 15 minuti.
Nella Royal Navy il passaggio definitivo alla retrocarica avvenne solo nel 1879. Oltre ai notevoli vantaggi in termini di prestazioni, in tale scelta notevole influenza ebbe l'esplosione avvenuta a bordo della HMS Thunderer, causata da un cannone erroneamente caricato con due proiettili, inconveniente che poteva succedere solo con armi ad avancarica.
Il calibro ed il peso dei cannoni non potevano comunque crescere ulteriormente. Maggiore era il calibro del cannone, più lenta sarebbe stata l'operazione di ricaricamento; inoltre, il peso elevato aumentava lo stress dello scafo e rendeva instabile la nave. La dimensione dei cannoni raggiunse il picco negli anni ottanta, con l'adozione di alcuni tra i più pesanti cannoni mai usati in mare. I due cannoni da 16,25" (413 mm) a retrocarica installati sulla HMS Benbow, con un peso unitario di 110 t sono i più grandi mai installati su una nave britannica. I cannoni da 450 mm installati sulle navi italiane furono i cannoni più grandi mai installati su una nave da battaglia fino alla seconda guerra mondiale, quando furono surclassati dai cannoni da 460 mm della giapponese classe Yamato. Una considerazione, nata già coi primi cannoni Armstrong e diffusa in seguito alla guerra di Crimea, era che la cadenza di tiro e la potenza del proiettile superavano in importanza la semplice precisione, in particolare col mare mosso quando il rollio della nave poteva annullare il vantaggio della rigatura.

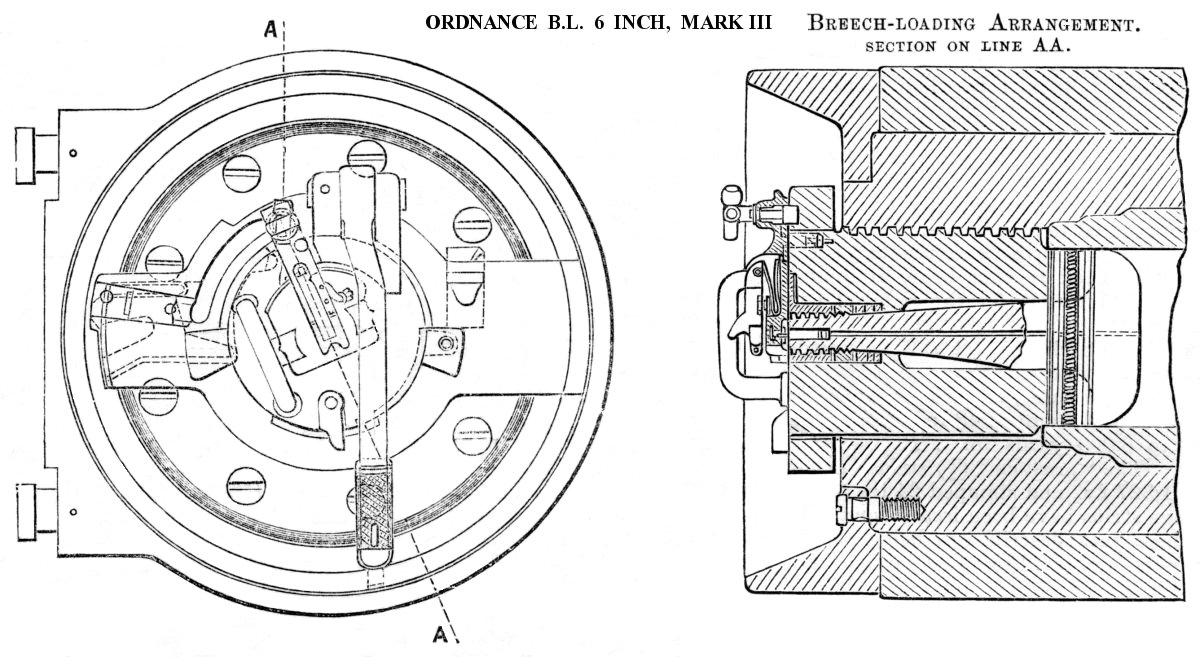
Disegno dell'otturatore inventato da de Bange che consentì il passaggio definitivo alle armi a retrocarica, eliminandone gli originali problemi di sicurezza

Esperti statunitensi continuarono quindi a preferire i grandi cannoni a canna liscia, i cui proiettili sferici potevano rimbalzare sulla superficie dell'acqua. Coi nuovi cannoni, alla distanza di combattimento impiegata durante la guerra di secessione americana, praticamente la medesima dell'epoca delle navi a vela, una nave poteva essere fatta a pezzi con pochi colpi. Il fumo ed il caos generale erano solo un problema in più. Il risultato fu che molti scontri navali del periodo delle navi corazzate erano ancora combattuti a distanze brevi, tali che l'obbiettivo poteva essere facilmente mirato ad occhio umano, e decisamente inferiori alla massima gittata dei cannoni.
Un altro metodo per aumentare la potenza di fuoco fu quello di variare la tipologia del proiettile o la natura del propellente. Le prime navi corazzate usavano la polvere nera, la cui alta velocità di combustione costringeva all'uso di canne non corte, per evitare di rallentare il proiettile. Detonazioni tanto repentine causavano inoltre sollecitazioni estremamente elevate ai cannoni stessi. Un passo importante fu quelli di pressare la polvere nera in pellet, rendendo la combustione più lenta e controllata, permettendo inoltre l'adozione di canne più lunghe. Un ulteriore passo avanti fu l'introduzione della cosiddetta polvere bruna, chimicamente differente dalla nera, la cui combustione era ancora più lenta. In questo modo anche le tensioni agenti sul cannone diminuirono drasticamente, le canne duravano così più a lungo e potevano essere realizzate con tolleranze più strette.
Lo sviluppo della polvere infume, a base di nitroglicerina o nitrocellulosa, ideata dall'inventore francese Paul Vieille nel 1884, fu un ulteriore passo in avanti che permise l'impiego di minori quantità di propellente e l'adozione di canne più lunghe. I cannoni delle navi da battaglia pre-dreadnought degli anni novanta tendevano ad essere di calibro inferiore a quelli delle navi degli anni ottanta, di solito 12" (305 mm), ma adottavano canne di lunghezza maggiore, grazie all'impiego dei nuovi propellenti che garantivano velocità alla volata molto maggiori. A cambiare fu anche la natura stessa dei proiettili. Inizialmente, i migliori proiettili perforanti erano quelli in acciaio pieno. Più tardi, con l'introduzione di nuove tecniche per il raffreddamento delle colate si riuscirono ad ottenere acciai più duri con migliori caratteristiche perforanti. Infine fu sviluppato il proiettile perforante.

### Posizione dell'armamento

#### Sulle murate

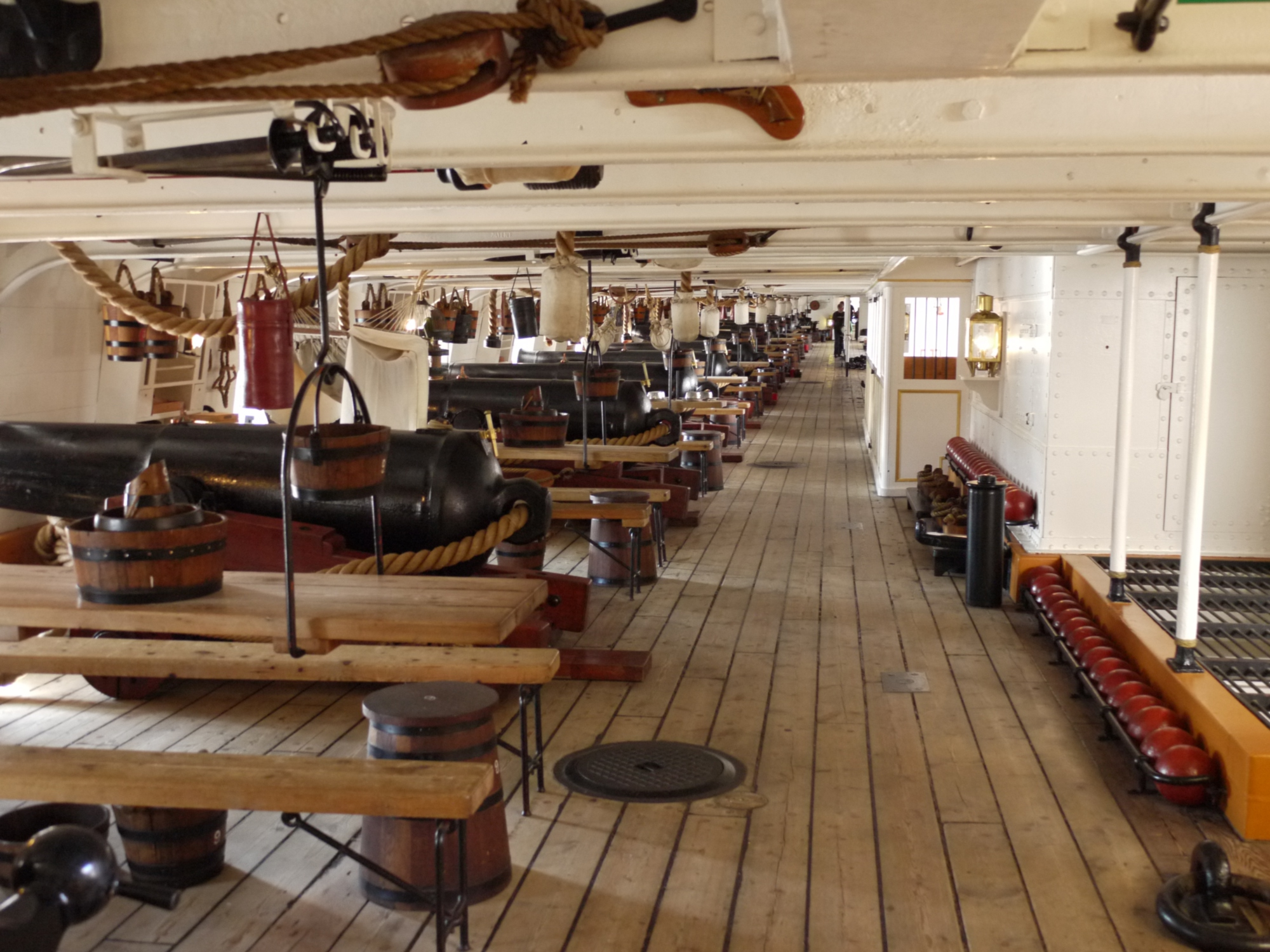
Il ponte coi cannoni da 68 libbre della HMS Warrior

Le prime navi corazzate britanniche, francesi e russe, avevano un design ancora molto legato a quello della precedente, e lunga, era dei vascelli, mantenendo l'armamento disposto in linea lungo le fiancate. Queste navi erano chiamate in lingua inglese "broadside ironclads", cioè "navi corazzate a murata". Esempi di questo tipo di nave erano sia la Gloire che la Warrior. La corazzatura era molto pesante tanto che, al contrario dei vascelli in legno che avevano una fila di cannoni per ogni ponte, di norma le navi corazzate portavano un'unica fila di cannoni per lato, ospitati sul ponte principale.
Un numero significativo di queste navi corazzate furono costruite nel 1860, principalmente da Gran Bretagna e Francia, ma in numero minore da altre potenze, come il Regno d'Italia, l'Austria Ungheria, l'Impero russo e gli Stati Uniti. I vantaggi dei cannoni montati lungo le murate erano da un lato la possibilità per la nave di ingaggiare più di un avversario per volta, e dall'altro che il sartiame non ostacolava la linea di tiro. Questa configurazione aveva anche degli svantaggi, che divennero maggiori con lo sviluppo delle navi corazzate stesse. L'aumento della corazzatura costringeva ad impiegare armi sempre più potenti e quindi più pesanti, che potevano essere caricate in numero minore. Inoltre, il ritorno allo speronamento costringeva ad avere una capacità di fuoco a 360° e non più limitata alle fiancate. Questi problemi portarono all'abbandono delle armi sulle murate, sostituite da batterie, torrette e barbette.

#### Torrette, batterie e barbette

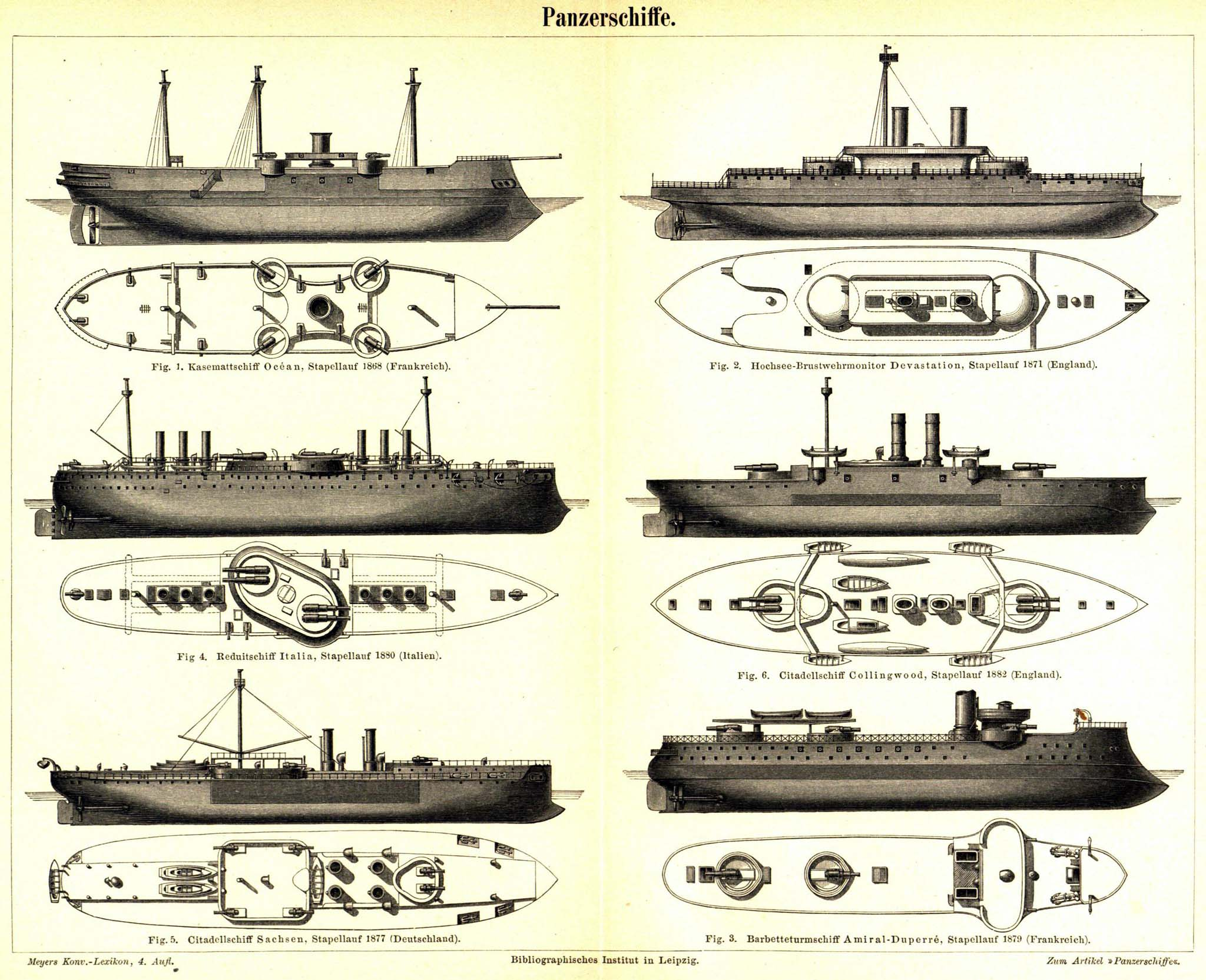
Comparazione tra navi corazzate (da sinistra a destra, dall'alto in basso):
Océan (Francia, 1870): armamento principale in casematte, secondario con barbette;
HMS Devastation (Gran Bretagna, 1871): armamento principale a torri, nessun armamento secondario, cannoncini aggiunti nel 1890;
Italia (Italia, 1880): cittadella con artiglieria in barbette;
HMS Collingwood (Gran Bretagna, 1882): armamento principale in barbette, secondario a batteria centrale;
SMS Sachsen (Germania, 1877): cittadella con artiglieria in barbette;
Amiral Duperré (Francia, 1876): armamento principale in barbette aperte.

Erano due le principali alternative progettuali ai cannoni lungo le murate. Nella prima opzione i cannoni erano collocati in una casamatta a centro imbarcazione; questa disposizione era nota come batteria centrale. Nella seconda opzione i cannoni erano posizionati su piattaforme rotanti, che avrebbero garantito un vasto campo di tiro. Quando tali piattaforme erano completamente blindate, questa disposizione prendeva il nome di torretta, mentre quando erano parzialmente blindate o prive di corazzatura, erano chiamate barbette. La batteria centrale era l'opzione più semplice e, nel corso degli anni sessanta e settanta, anche quella più popolare. L'avere i cannoni concentrati a centro imbarcazione significava che la nave poteva essere più corta e maneggevole. La prima nave a batteria centrale di grandi dimensioni fu la britannica HMS Bellerophon, mentre i francesi impostarono le prime navi corazzate a batteria centrale nel 1865, che però furono completate solo nel 1870. Spesso, ma non sempre, le navi corazzate a batteria centrale avevano il bordo libero, strutturato in modo da permettere il fuoco anche in direzione frontale.
I primi esperimenti con torrette furono condotti dai britannici nel 1861, che effettuarono alcune prove con una batteria galleggiante classe Aetna, la HMS Trusty, su cui era stata montata una torretta ideata da Cowper Phipps Coles. La torretta fece il suo debutto su una nave corazzata nel 1862, la USS Monitor, su progetto dell'ingegnere svedese John Ericsson. La torretta di Ericsson ruotava su di un asse centrale, mentre quella di Coles sopra un anello di cuscinetti. Le torrette offrivano il maggior arco di fuoco, ma negli anni sessanta soffrirono di problemi significativi. L'arco di fuoco di una torretta era infatti notevolmente limitato dalla presenza alberi e sartiame, quindi erano inadatte all'uso nelle precedenti navi corazzate. Il secondo problema era che le torrette erano estremamente pesanti. Ericsson fu in grado di adottare la torretta più pesante possibile (per dimensioni del cannone e corazzatura) progettando deliberatamente una nave col bordo libero più basso possibile. Il peso risparmiato rinunciando ad uno scafo alto fu recuperato in armamento e corazzatura. Un basso bordo libero significava, però, anche uno scafo più piccolo e quindi una minore capacità di stoccaggio del carbone e quindi una minore autonomia. Per molti aspetti la USS Monitor, con la sua torretta ed il suo basso bordo libero, e la HMS Warrior, col suo armamento a murata, rappresentavano due estremi opposti del medesimo concetto di "nave corazzata".

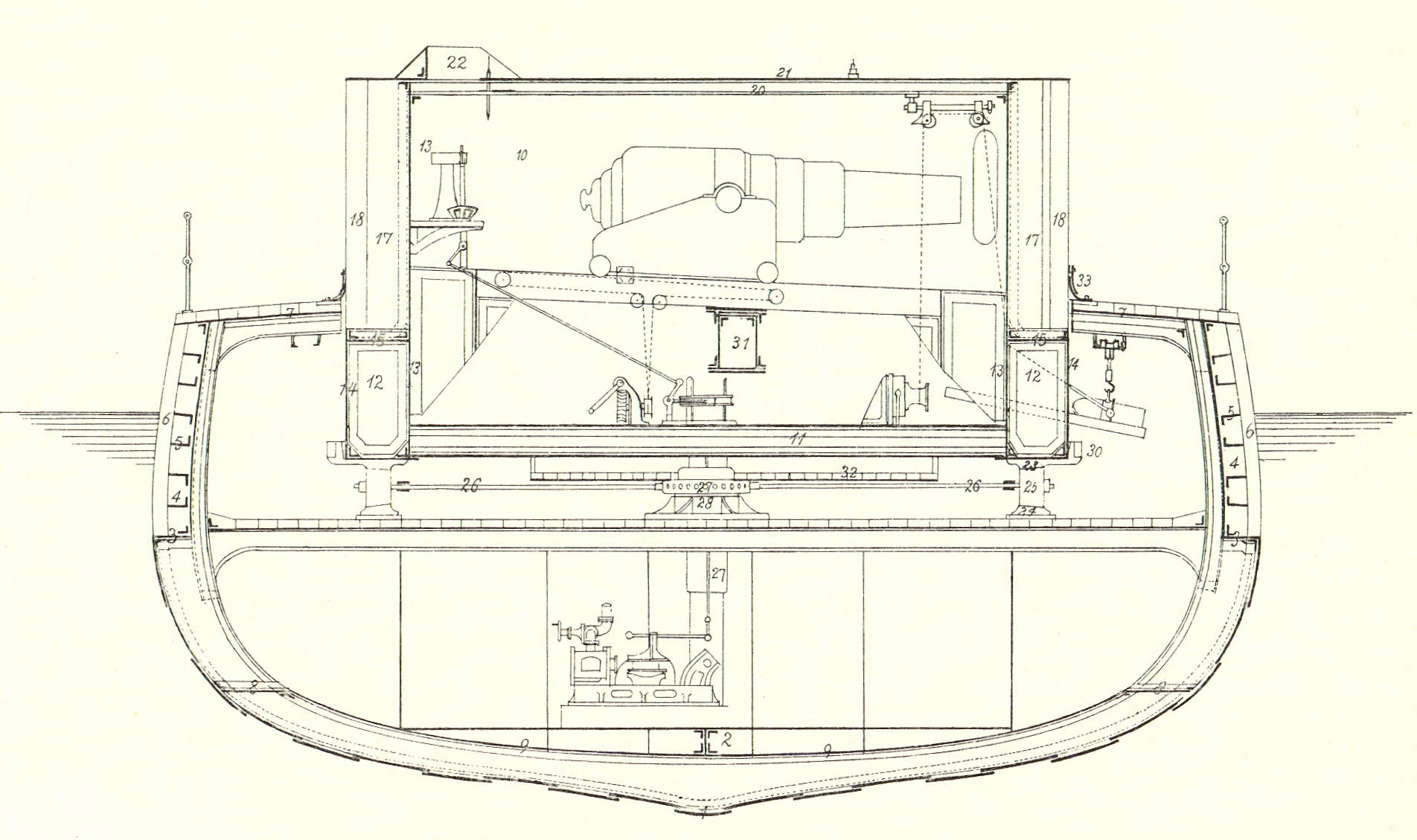
Sezione della torretta adottata sul monitore danese Gorm, varato nel 1870.

Il tentativo più drammatico di unire questi due estremi, o meglio di quadrare il cerchio, fu ad opera di Cowper Coles. Si tratta della HMS Captain, dotata di torrette e di un bordo libero pericolosamente basso, e che tuttavia adottava un'alberatura completa. La nave si rovesciò poco tempo dopo il suo varo, nel 1870. La HMS Monarch, strettamente derivata dalla HMS Captain, era costretta a fare fuoco solo dalle torrette centrali di dritta e babordo. La terza nave della Royal Navy a combinare torrette e alberatura fu la HMS Inflexible, varata nel 1876, che adottava due torrette su entrambi i lati in posizione centrale, che erano capaci di fare fuoco verso prua, poppa e bordata.
Un'alternativa più leggera alla torretta, particolarmente popolare nella marina francese del periodo, fu la barbetta. Si trattava di corazzature fisse che ospitavano un cannone su piattaforma girevole. L'equipaggio addetto al cannone era riparato dal fuoco diretto, ma rimaneva vulnerabile ai colpi sparati con traiettorie paraboliche, per esempio da postazioni a terra, che arrivavano dall'alto. La barbetta era più leggera della torretta; essendo fissa non necessitava di macchinari per farla ruotare, e inoltre era priva di tetto. Tuttavia, su alcune navi furono rimosse anche le barbette nel tentativo di ridurre ulteriormente il peso. La barbetta raggiunse una notevole diffusione negli anni ottanta, e con l'aggiunta di una corazzatura fissa completa, si evolvettero nelle torrette delle pre-dreadnought.

### Siluri

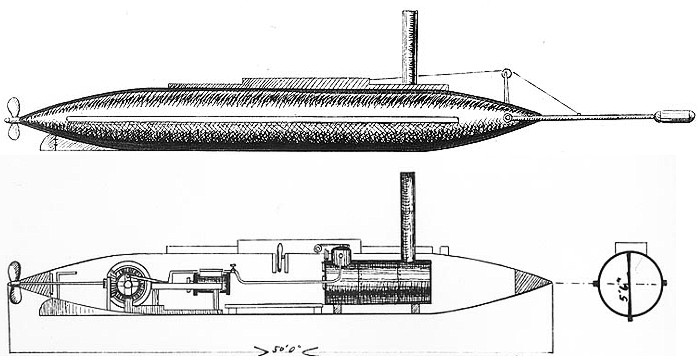
La CSS David montava sulla prua un siluro a trave

L'età delle navi corazzate vide lo sviluppo dei siluri esplosivi, che contribuirono a complicare ulteriormente la progettazione e le tattiche delle flotte di navi corazzate. I primi siluri altro non erano che mine statiche, e furono ampiamente utilizzati nella guerra di secessione americana. Questo conflitto vide anche lo sviluppo del siluro a trave, una carica esplosiva spinta contro lo scafo di una nave da guerra da una piccola imbarcazione. Per la prima volta, una grande nave da guerra si trovava minacciata da una piccola imbarcazione, e data la relativa inefficienza dell'artiglieria del periodo contro le nuove navi corazzate, la minaccia del siluro a trave fu presa sul serio. Nel 1864-65 la United States Navy convertì quattro dei suoi monitori, privandoli della torretta ed adattandoli all'impiego di questi siluri, ma tali navi non videro mai l'azione.
Una proposta alternativa fu il siluro Harvey, generalmente tenuto a rimorchio dietro o lateralmente alla nave, impiegato sia per scoraggiare eventuali tentativi di speronamento, sia per condurre attacchi meno rischiosi rispetto al siluro a trave. Di maggior successo si rivelò il più pratico siluro semovente o siluro Whitehead, dal nome del suo inventore. Progettato nel 1868 ed introdotto nel 1870, il siluro Whitehead divenne parte dell'armamento delle navi corazzate degli anni ottanta come la britannica HMS Inflexible e le italiane Caio Duilio ed Enrico Dandolo. La vulnerabilità ai siluri era una parte fondamentale della critica alle navi corazzate condotta dalla Jeune École, dottrina militare nata in Francia alla fine del XIX secolo, che sosteneva che una nave sufficientemente corazzata da resistere al fuoco nemico sarebbe stata troppo lenta per sfuggire ad un siluro. Nella pratica, tuttavia, l'influenza della Jeune École fu limitata ad un breve periodo, ed il siluro andò ad unirsi a quel confuso miscuglio di armamenti che caratterizzavano le navi corazzate. Nella pratica, però, un siluro con gittata massima di circa due km non aveva molte possibilità di essere usato, ed ancor meno lo sperone del quale in ogni caso le navi vennero dotate fino alla prima guerra mondiale, considerato che la gittata delle artiglierie andò sempre più estendendosi, passando inoltre dal tiro teso a quello curvo.

## Costruzione e corazzatura
Le prime navi corazzate furono costruite con scafi in legno o ferro, e protette con corazzature in ferro battuto sostenute da spesse tavole di legno. Si continuarono a costruire navi corazzate con scafi in legno fino agli anni settanta.

### Scafo: ferro, legno e acciaio

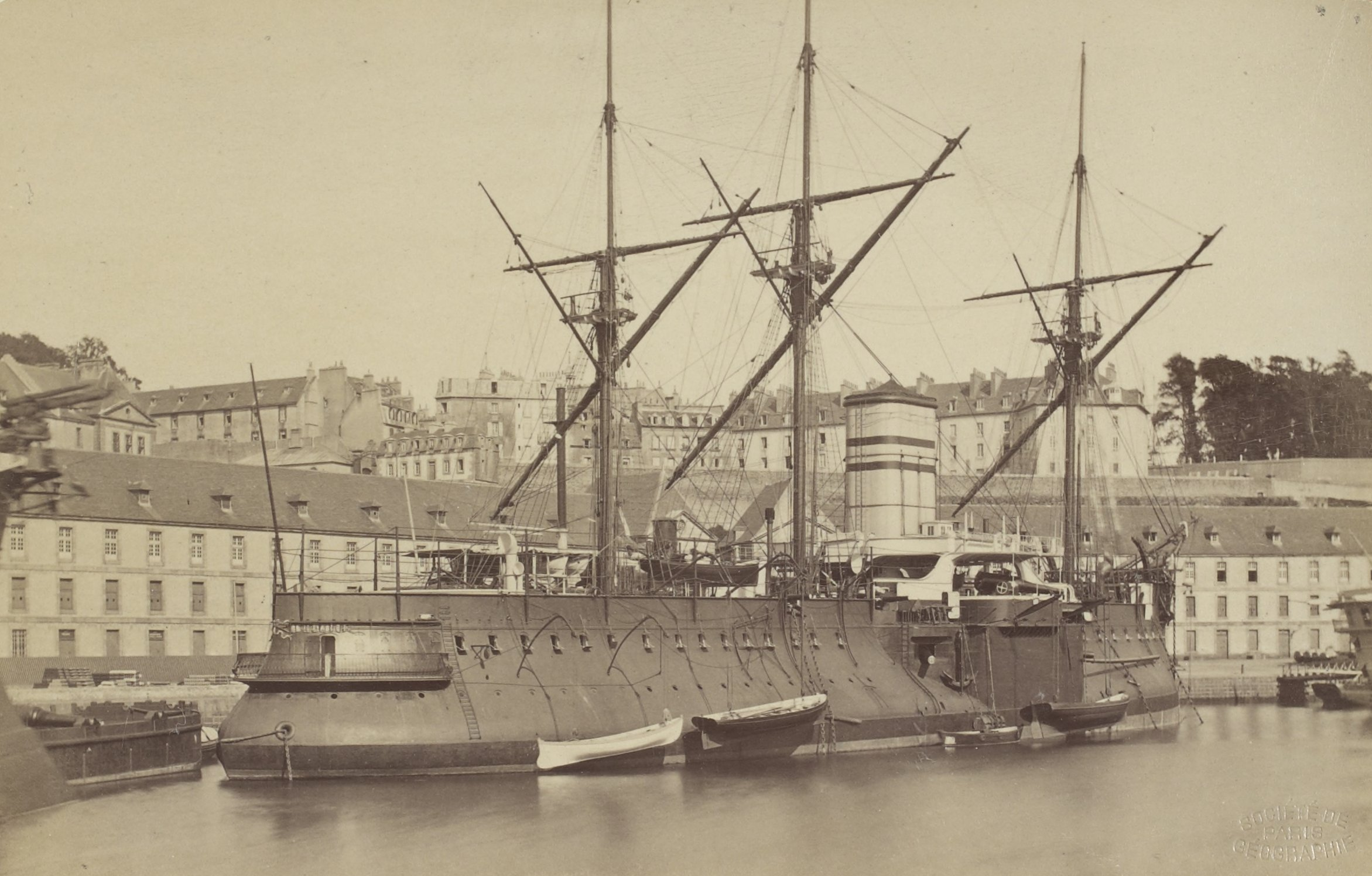
La Redoutable, varata nel 1876, fu la prima nave corazzata ad usare l'acciaio come principale materiale da costruzione

L'utilizzo del ferro per la costruzione dello scafo offriva vantaggi dal punto di vista progettuale. Tuttavia uno scafo in solo ferro e senza corazzatura militarmente presentava diversi svantaggi, inoltre soffriva di problemi tecnici, tanto che gli scafi in legno continuarono a rimanere in uso per molti anni dopo l'introduzione del ferro, in particolare per le navi da guerra a lungo raggio. Navi in ferro per uso militare furono proposte già negli anni 1820. Negli anni 1830 e 1840 Francia, Gran Bretagna e Stati Uniti avevano tutte sperimentato cannoniere e fregate con scafo in ferro privo di corazzatura. Tuttavia, tali navi furono abbandonate già alla fine degli anni 1840, in quanto gli scafi in ferro erano più vulnerabili ai colpi. Il ferro, infatti, era più fragile del legno, era quindi maggiore il rischio che si staccassero parti di scafo.
Quindi, il ferro poteva essere impiegato come materiale da costruzione per navi da guerra solo se queste erano protette da una corazzatura. Tuttavia, il ferro garantiva molti vantaggi in senso ingegneristico. La sua adozione permise la costruzione di navi più grandi e dal design più flessibile, ad esempio si poterono utilizzare paratie stagne nei ponti inferiori. La HMS Warrior, costruita in ferro, era più lunga e più veloce de la Gloire, dotata di scafo in legno. Inoltre, il ferro poteva essere prodotto su ordinazione ed usato immediatamente, mentre il legno necessitava di lunghi periodi di stagionatura. Inoltre, vista la grande quantità di legname necessario per costruire una nave da guerra a vapore ed il prezzo in discesa del ferro, gli scafi in ferro stavano diventando sempre più convenienti.

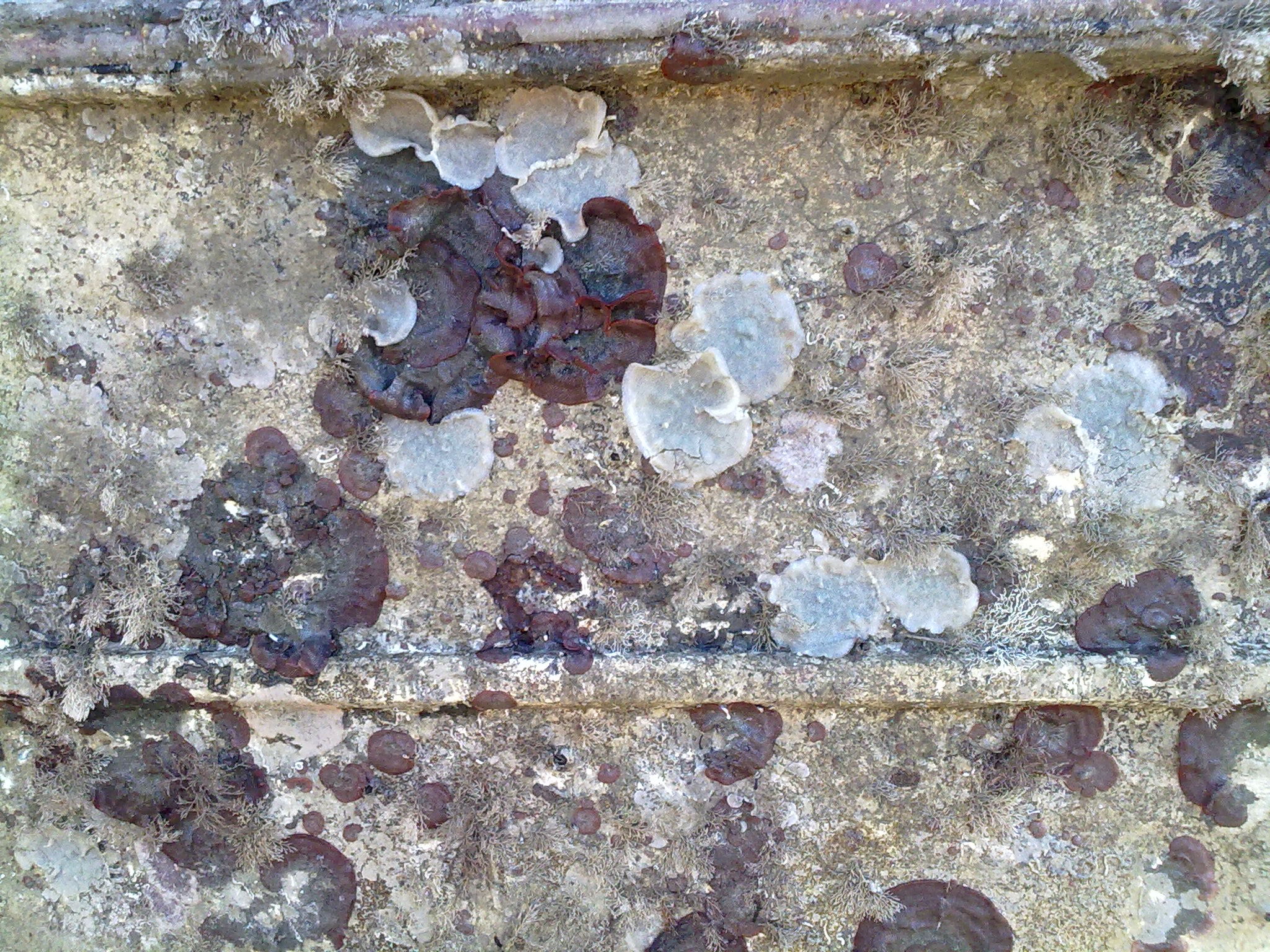
Incrostazioni marine sullo scafo di una nave. Il fouling, che oltre a corrodere il ferro riduceva notevolmente la velocità della nave, fu tra i motivi per cui si ritardò l'entrata in servizio delle navi con scafo in ferro.

Il motivo principale per cui la flotta di navi corazzate della Marine nationale allestita negli anni sessanta era dotata di scafi in legno era che l'industria metallurgica francese non era in grado di fornire tanto ferro, mentre la ragione principale per cui anche la Gran Bretagna optò inizialmente per navi corazzate in legno era di fare buon uso di scafi già impostati e del legname già acquistato.
Gli scafi in legno continuarono ad essere utilizzati sulle navi più piccole e su quelle a lungo raggio, perché il ferro in quest'ultimo caso presentava uno svantaggio significativo. Gli scafi in ferro soffrivano molto del fenomeno detto fouling, cioè le incrostazioni causate dal deposito di organismi marini, che rallentavano notevolmente la nave. Questo non era un grosso problema per le flotte europee che operavano vicino alle coste e potevano facilmente raggiungere i bacini di carenaggio per la manutenzione dello scafo, ma causava grossi difficoltà alle navi che operavano sulle lunghe distanze. L'unica soluzione era quella di rivestire lo scafo in ferro prima in legno e poi in rame, un processo complicato e costoso che rendeva la costruzione in legno ancora attraente per le marine. Ferro e legno erano in qualche misura intercambiabili: le giapponesi Kongō e Hiei, entrambe ordinate nel 1875, erano navi sorelle appartenenti alla medesima classe, ma l'una venne costruita in ferro, mentre l'altra aveva una struttura mista.
A partire dal 1872, l'acciaio comincia ad essere introdotto come materiale da costruzione. Rispetto al ferro, l'acciaio garantiva una maggiore resistenza strutturale ed un peso minore. La Marine nationale aprì la strada all'uso dell'acciaio nella sua flotta a partire dalla Redoutable, impostata nel 1873 e varata nel 1876. Comunque, la corazza della Redoutable era in ferro battuto, e parte dello scafo esterno era ancora in ferro. Anche se era stata la Gran Bretagna a diffondere nel mondo la produzione dell'acciaio, la Royal Navy fu lenta ad adottare navi da guerra in acciaio. L'acciaio prodotto col processo Bessemer conteneva troppe imperfezioni per un utilizzo su larga scala. Le acciaierie francesi impiegavano invece il processo Martin-Siemens, che consentiva di produrre acciaio di qualità adeguata. In questo senso la tecnologia britannica era rimasta indietro. Le prime navi da guerra completamente in acciaio costruite dalla Royal Navy furono le navi da spedizione Iris e Mercury, impostate rispettivamente nel 1875 e 1876.

### Corazzatura e sistemi di protezione

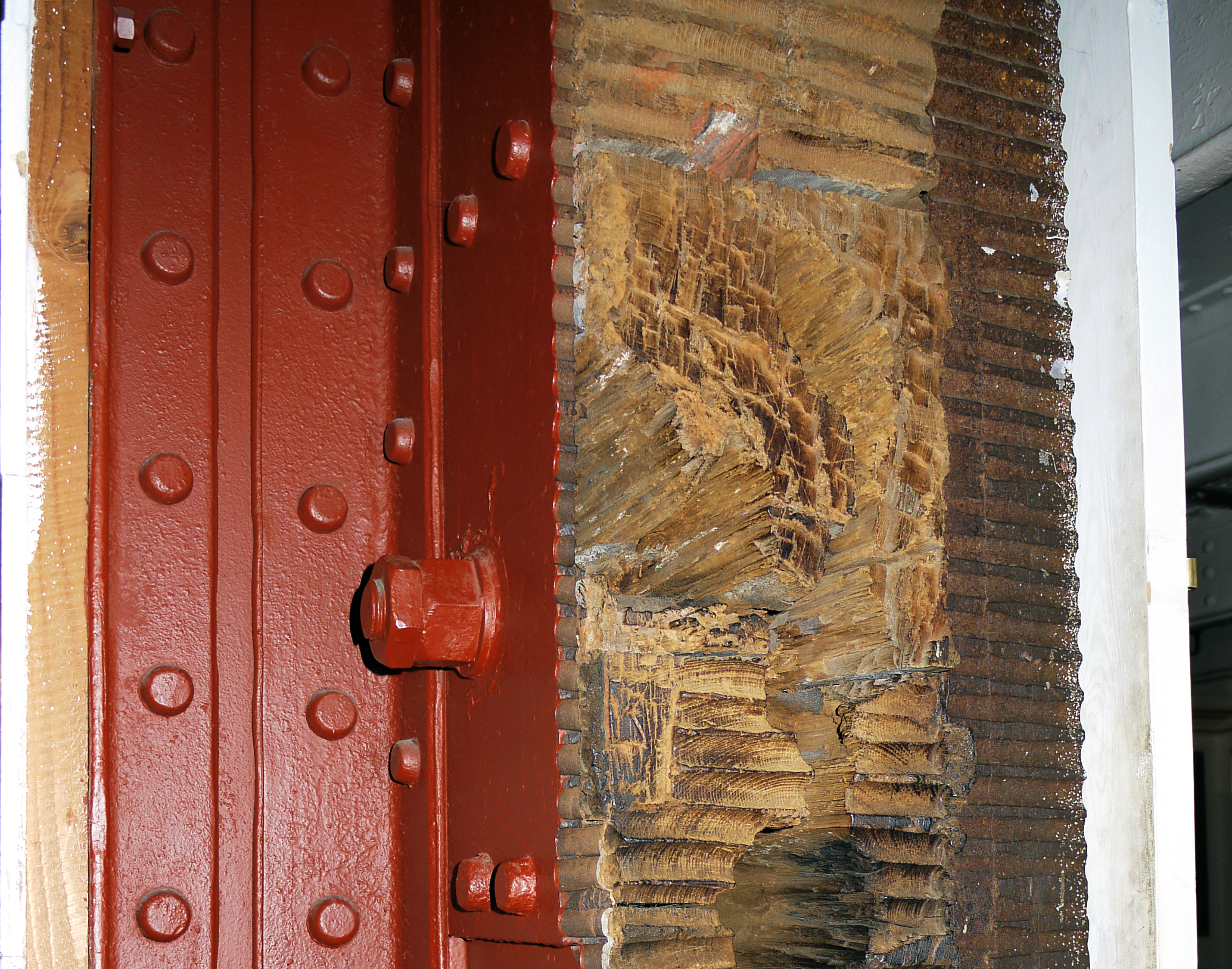
La protezione mista legno/ferro adottata sulla HMS Warrior

Le navi costruite in ferro utilizzavano il legno come parte del sistema di protezione. La HMS Warrior era protetta da una corazzatura in ferro battuto spessa 4,5 pollici (110 mm), sostenuta da uno strato di teak, il legno più resistente disponibile, spesso 381 mm. Il legno aveva una doppia funzione, quello di impedire il distacco di schegge di ferro e di assorbire l'urto di un colpo, limitando i danni alla struttura interna della nave. Più tardi, legno e ferro furono combinati in armatura a strati, adottata ad esempio sulla HMS Inflexible.
L'acciaio si dimostrò un materiale adatto anche per la corazzatura. Fu testato per tale compito già negli anni sessanta, ma l'acciaio di quell'epoca era ancora troppo fragile e si disintegrava se colpito da un proiettile. L'acciaio divenne pratico da utilizzare quando si trovò un modo per fondere dell'acciaio sopra piastre in ferro battuto, creando la corazzatura composita. Questo tipo di corazzatura fu impiegata sulle navi britanniche a partire dalla fine degli anni settanta, prima per le sole torrette (a partire dalla HMS Inflexible) e poi per tutta la corazzatura (a partire dalla HMS Colossus, varata nel 1882). Le marine di Francia e Germania adottarono immediatamente tale corazzatura, ottenendo la licenza per impiegare il sistema Wilson, parte centrale del procedimento di realizzazione.
Le prime navi dotate di una corazzatura interamente in acciaio furono le italiane Caio Duilio ed Enrico Dandolo. Anche se le navi furono impostate nel 1873, la loro corazzatura fu acquistata dalla Francia solo nel 1877. La marina francese decise nel 1880 di adottare la corazzatura composita per la sua flotta, ma trovò un'offerta limitata, così si continuò ad impiegare la corazzatura in acciaio fino al 1884. La Gran Bretagna continuò ad adottare la corazzatura composita per le proprie navi fino al 1889.
| Tipo                  | Invenzione | Spessore |
| --------------------- | ---------- | -------- |
| Ferro battuto         | -          | 381 mm   |
| Corazzatura composita | 1877       | 305 mm   |
| Corazzatura Harvey    | circa 1890 | 197 mm   |
| Corazzatura Krupp     | 1894       | 146 mm   |

L'ultimo tipo di corazzatura adottata sulle navi corazzate era composta da un acciaio al nichel cementato. Si trattava della cosiddetta corazzatura Harvey, testata con successo dalla United States Navy negli anni novanta. L'acciaio Harvey rimase per anni lo stato dell'arte, ed era prodotto negli Stati Uniti, in Francia, Germania, Gran Bretagna, Austria e Italia. Nel 1894, la società tedesca Krupp sviluppò la cementazione gassosa, che garantiva una durezza ancora superiore. La SMS Kaiser Friedrich III, impostata nel 1895, fu la prima nave dotata della nuova corazzatura Krupp, che fu presto adottata anche da altre marine; la Royal Navy la impiegò sulla HMS Canopus, impostata nel 1896. Nel 1901 quasi tutte le nuove navi da battaglia erano dotate della corazzatura Krupp, anche se gli Stati Uniti continuarono ad impiegare la corazzatura Harvey fino alla fine del decennio.
Fu in questo periodo che iniziò configurarsi il dibattito, poi sviluppatosi in epoca successiva, tra i sostenitori della corazzatura a spessore variabile e di quelli del "tutto o niente". La Warrior era solo parzialmente corazzata, e colpi diretti a prua o poppa avrebbero potuto mandarla fuori combattimento. Poiché lo spessore della corazzatura crebbe con l'aumentare del calibro dei cannoni, le parti della nave che potevano essere protette da una corazzatura completa diminuivano sempre più. La corazzatura della HMS Inflexible era limitata al ponte di comando, alle zone di caldaie e motori, alle torrette, ai magazzini munizioni e a poco altro. Un ingegnoso sistema che combinava compartimenti pieni di sughero e paratie stagne garantiva il galleggiamento e la stabilità della nave anche in caso di gravi danni alle zone non corazzate.

## Propulsione
Le prime navi corazzate oceaniche mantenevano l'alberatura e le vele, che furono solo gradualmente abbandonate. I primi motori a vapore erano inefficienti, la flotta a vapore in legno della Royal Navy poteva trasportare carbone per soli 5-9 giorni di navigazione, e la situazione era pressoché la stessa per le prime navi corazzate. La HMS Warrior presentava due caratteristiche che miglioravano la propulsione "ibrida": le eliche erano retrattili per ridurre la resistenza durante la navigazione a vela (nella pratica, anche se a giri minimi, il motore a vapore era sempre in funzione) e il fumaiolo, telescopico, poteva essere richiuso e piegato a livello del ponte. Le navi progettate per la navigazione costiera, come i monitori della guerra di secessione americana, furono sin dall'inizio prive di alberatura. La britannica HMS Devastation, impostata nel 1869 fu la prima nave corazzata oceanica priva di alberatura. Era stata progettata principalmente per operare nel Canale della Manica e in acque europee, infatti sebbene il carbone che imbarcava era sufficiente per una traversata atlantica, giunta dall'altra parte dell'oceano l'autonomia rimasta le avrebbe garantito poca libertà d'azione.

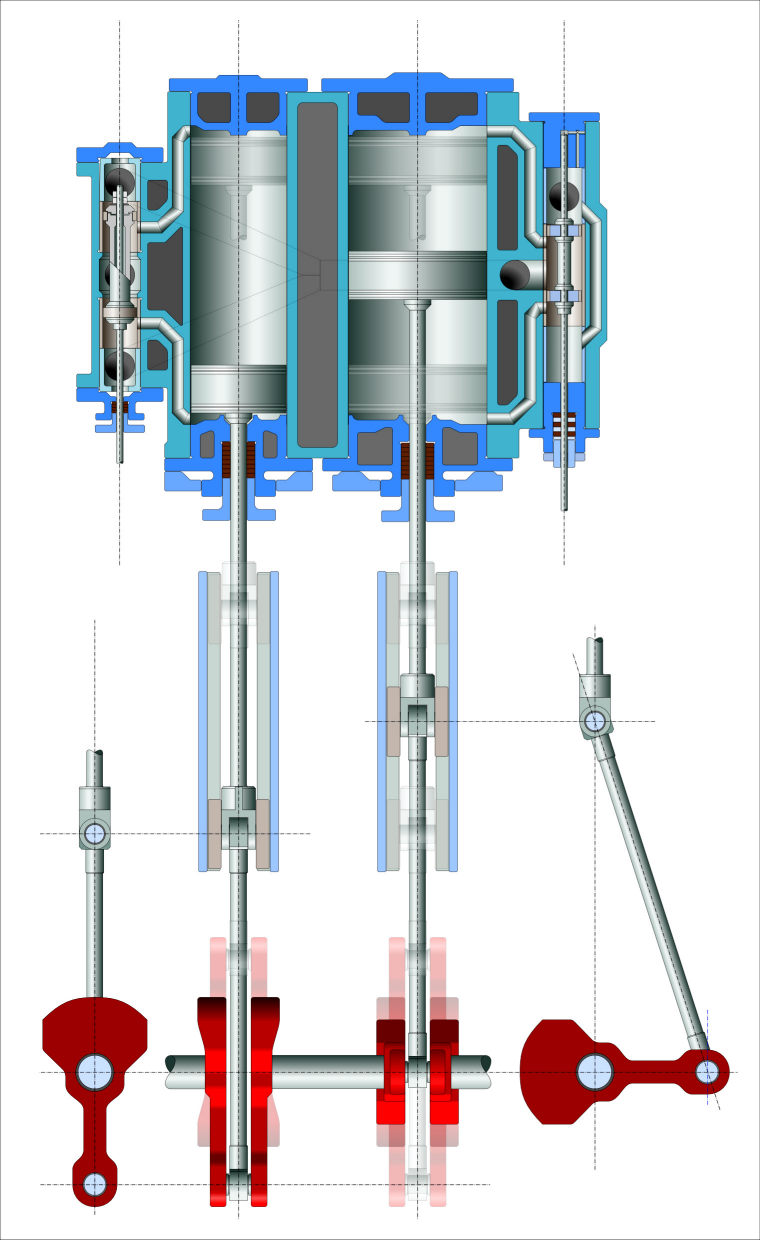
Schema di un motore a vapore a doppia espansione. Notare il differente alesaggio dei cilindri.

La Devastation e le navi simili commissionate dalle marine di Gran Bretagna e Russia negli anni settanta rappresentavano l'eccezione e non la regola. La maggior parte delle navi corazzate del periodo conservavano l'alberatura, e solo la marina italiana, che in quel decennio si era concentrata sulle operazioni a corto raggio in Adriatico, costruì un numero consistente di navi corazzate senza alberi.
Durante gli anni sessanta ci fu un significativo miglioramento delle prestazioni dei motori a vapore, grazie all'adozione di motori a doppia espansione o compound, che ha parità di prestazioni consumavano dal 30 al 40% in meno di carbone. La Royal Navy decise di passare al motore a doppia espansione nel 1871, e nel 1875 erano praticamente diffusi ovunque. Tuttavia, questo non bastò a porre fine all'alberatura. Oltre ai sentimenti conservatori di chi voleva mantenere le vele, c'era anche una questione operativa e strategica, in quel momento fonte di dibattito. Una flotta di navi solo a vapore avrebbe richiesto una rete di stazioni di rifornimento di carbone estesa a livello mondiale, ognuna delle quali avrebbe avuto bisogno di fortificazioni, con relative spese, per impedire di cadere in mani nemiche. Altrettanto significativo, a causa di problemi irrisolti relativi alla tecnologia delle caldaie che alimentavano i motori, le prestazioni dei motori a doppia espansione nella pratica raramente erano buone come sulla carta.
Nel corso degli anni settanta crebbe la distinzione tra le "navi corazzate di prima classe" o "navi da battaglia" e gli "incrociatori corazzati", progettati per operare a lungo raggio. La richiesta di navi corazzate di prima classe dotate di corazzatura ed armamento più pesanti significava un aumento del dislocamento, che riduceva la velocità a vela. Inoltre la diffusione di torrette e barbette rese l'adozione dell'alberatura sempre più scomoda. La HMS Inflexible, varata nel 1876, ma entrata in servizio solo nel 1881, fu l'ultima nave da guerra britannica dotata di alberi, che furono considerati un errore di progettazione. L'inizio degli anni ottanta vide la fine delle vele sulle navi da battaglia corazzate.

Animazione che illustra il funzionamento di un motore a vapore a tripla espansione, introdotto sulle navi corazzate a metà degli anni ottanta del XIX secolo

Le vele continuarono ad essere impiegate ancora per lungo tempo sugli incrociatori corazzati. Nel corso degli anni sessanta, la Marine nationale aveva varato la classe Alma e la classe La Galissonnière; si trattava di piccole navi corazzate a lungo raggio impiegabili come incrociatori d'oltremare, mentre i britannici avevano risposto con navi quali la HMS Swiftsure. La russa General-Admiral, impostata nel 1870 e completata nel 1875, era una nave corazzata veloce e a lungo raggio, probabilmente in grado di surclassare in velocità ed armamento navi come la HMS Swiftsure. Anche navi varate successivamente, come la HMS Shannon, spesso indicata come il primo incrociatore corazzato britannico, erano più lente della General-Admiral. Mentre la HMS Shannon fu l'ultima nave britannica con elica retrattile, successivi incrociatori corazzati varati negli anni settanta conservavano l'alberatura, sacrificando di conseguenza la velocità a vapore. Bisognerà attendere il 1881 perché la Royal Navy costruisca una nave corazzata sufficientemente veloce da confrontarsi con gli incrociatori avversari. Si trattava della HMS Warspite, completata nel 1888. Nonostante la propulsione a vela divenne obsoleta a tutti gli effetti alla fine degli anni ottanta, navi da guerra dotate di vele rimasero in servizio fino ai primi anni del XX secolo.
L'evoluzione finale della propulsione sulle navi corazzate fu l'adozione del motore a vapore a tripla espansione, un ulteriore affinamento che fu adottato per la prima volta sulla HMS Sans Pareil, impostata nel 1885 ed entrata in servizio nel 1891. Molte navi impiegavano un tiraggio forzato, per ottenere più potenza dai loro motori, e questo sistema fu ampiamente utilizzato fino all'introduzione della turbina a vapore nel primo decennio del XX secolo.

## Flotte
Nonostante le navi corazzate si diffusero rapidamente nelle marine militari di tutto il mondo, furono poche le grandi battaglie che le videro coinvolte. La maggior parte delle nazioni europee si scontravano su terra, mentre la Royal Navy lottava per mantenere una flotta pari a quella francese, che fungesse da deterrente a protezione delle rotte commerciali e delle colonie britanniche. Le navi corazzate rimaste avevano lo scopo principale di proteggere l'arcipelago britannico, e solo secondariamente di proiettare una forza militare all'estero. I maggiori scontri navali della seconda metà del XIX secolo che videro il coinvolgimento di navi corazzate furono limitati a zone coloniali, o furono battaglie tra potenze navali secondarie. Nonostante ciò, questi eventi furono sufficienti a convincere i britannici che un intervento militare esclusivamente navale sarebbe risultato un azzardo, dalla battaglia di Hampton Roads della guerra di secessione americana in avanti infatti ci fu aumento delle difese terrestri a protezione dei porti, come nella città-fortezza di Kronštadt o a Cherbourg.
Le navi corazzate erano di diversi tipi:
- Navi destinate alla navigazione marittima e al combattimento in linea di battaglia, precorritrici delle corazzate.
- Navi destinate alla navigazione fluviale o sotto costa, tra cui le batterie galleggianti e i monitori.
- Navi destinate alla protezione o alla distruzione di navi mercantili, chiamate incrociatori corazzati.

### Marine

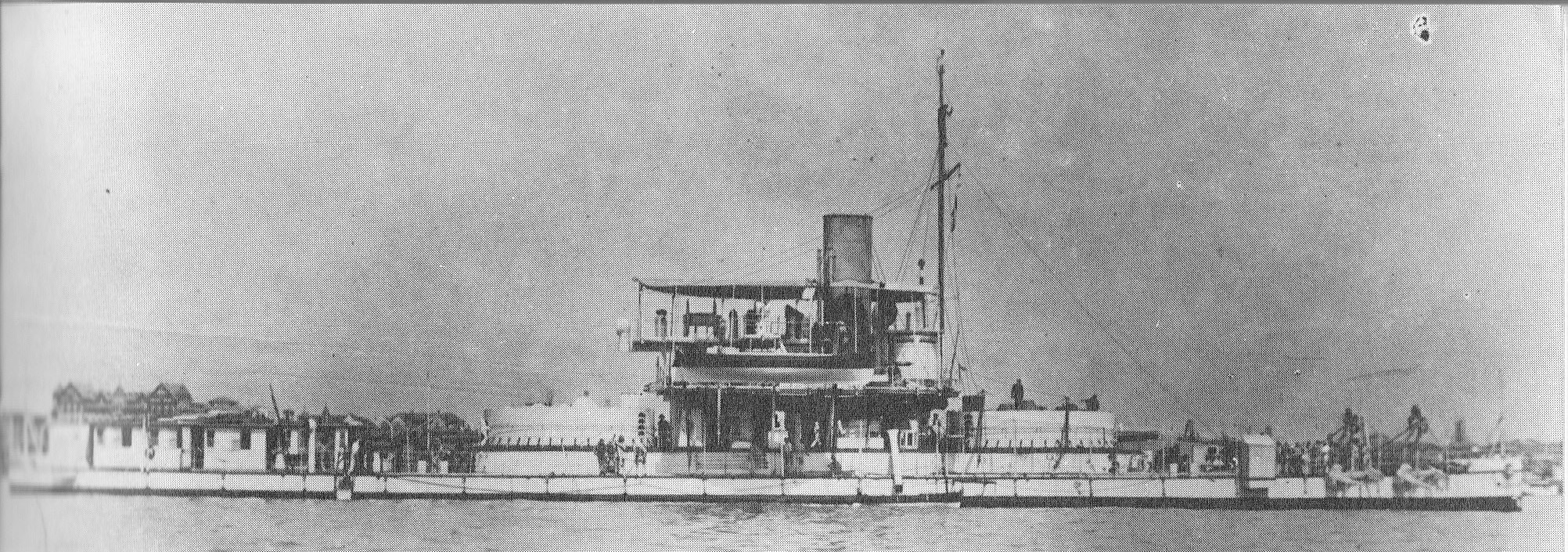
La HMS Abyssinia, uno dei monitori a parapetto varati dalla Royal Navy

Il Regno Unito fu in possesso della più grande marina militare del mondo per tutto il periodo delle navi corazzate. La Royal Navy fu la seconda marina ad adottare navi corazzate, e le impiegò in tutto il mondo ed in ogni ruolo possibile. Nell'era della vela, la strategia britannica consisteva nella possibilità della Royal Navy di bloccare i porti nemici. A causa della limitata autonomia delle navi a vapore, questa strategia non era più possibile, così i britannici presero in considerazione la possibilità di affrontare la flotta nemica allo scoppio della guerra, quando essa era ancora in porto. A tal fine, la Royal Navy sviluppò una serie di navi corazzate per l'impiego costiero a partire dalla classe Devastation. Queste nuove navi, i cosiddetti monitori a parapetto, erano nettamente diverse dalle altre navi corazzate del periodo e furono importanti precorritrici delle moderne navi da battaglia. Tra queste nuove navi, ad esempio, si possono citare i monitori a lungo raggio, in grado di raggiungere le Bermuda senza scorta.
Tuttavia, il loro armamento era limitato a soli quattro cannoni pesanti, erano vulnerabili a mine e barriere, nonché ai monitori nemici, esattamente come i monitori che avevano combattuto nella guerra di secessione americana. I britannici avevano pianificato un pesante bombardamento con mortai contro Kronštadt entro la fine della guerra di Crimea, ma non presero mai in considerazione di affrontare le scure e poco profonde acque antistanti San Pietroburgo con delle navi corazzate. Allo stesso modo i monitori della guerra civile avevano dimostrato di riuscire a sopraffare facilmente le difese terrestri nemiche, anche ben fortificate, ma il loro basso bordo libero e la pesante corazzatura li rendeva ideali per questi compiti. Mine e barriere, tuttavia, impedivano di sfruttare questo vantaggio, un problema che l'Ammiragliato britannico aveva individuato ma di cui non aveva trovato soluzione. I monitori britannici classe Devastation non sarebbero stati in grado di sopraffare immediatamente porti-fortezza come Cherbourg, Kronštadt o la stessa New York. Anche se nel corso degli anni sessanta e settanta la Royal Navy era ancora, sotto molti aspetti, superiore alle marine potenzialmente rivali, negli anni ottanta si diffuse una certa preoccupazione, circa la minaccia rappresentata da Francia e Germania, culminata nel 1889 con l'approvazione del Naval Defence Act, che adottava il "two power standard". Tale criterio riteneva come necessario il mantenere in servizio con la Royal Navy un numero di navi che fosse perlomeno uguale alle forze combinate delle marine militari in seconda e terza posizione per grandezza. Questo causò un aumento quasi aggressivo della costruzione di nuove navi da guerra a cavallo tra gli anni ottanta e novanta.
Le navi britanniche non presero parte alle maggiori guerre dell'epoca. Le navi corazzate della Royal Navy videro l'azione solo in ambito coloniale, oppure in battaglie unilaterali come il bombardamento di Alessandria del 1882. Per difendere gli interessi britannici in Egitto, minacciati dalla rivolta condotta da Aḥmad ʿOrābī, la Mediterranean Fleet aprì il fuoco contro le fortificazioni poste a difesa del porto di Alessandria d'Egitto. Una flotta composta da navi a batteria centrale e altre dotate di torrette, bombardò le postazioni egiziane per quasi un'intera giornata, costringendo gli egiziani a ritirarsi. Il fuoco di risposta delle batterie terrestri, almeno in un primo momento, sembrò molto potente, ma alla fine i danni riportati dalle navi furono esigui, e si contarono solo cinque marinai britannici morti. Pochi dei cannoni egiziani furono effettivamente danneggiati seriamente, e le fortificazioni stesse rimasero quasi tutte intatte. Se gli egiziani avessero effettivamente impiegato i mortai pesanti a loro disposizione, avrebbero potuto rapidamente capovolgere le sorti della battaglia. Le navi britanniche, coi loro ponti scarsamente corazzati, sarebbero state un facile bersaglio per colpi provenienti dall'alto, come quelli sparati dai mortai.

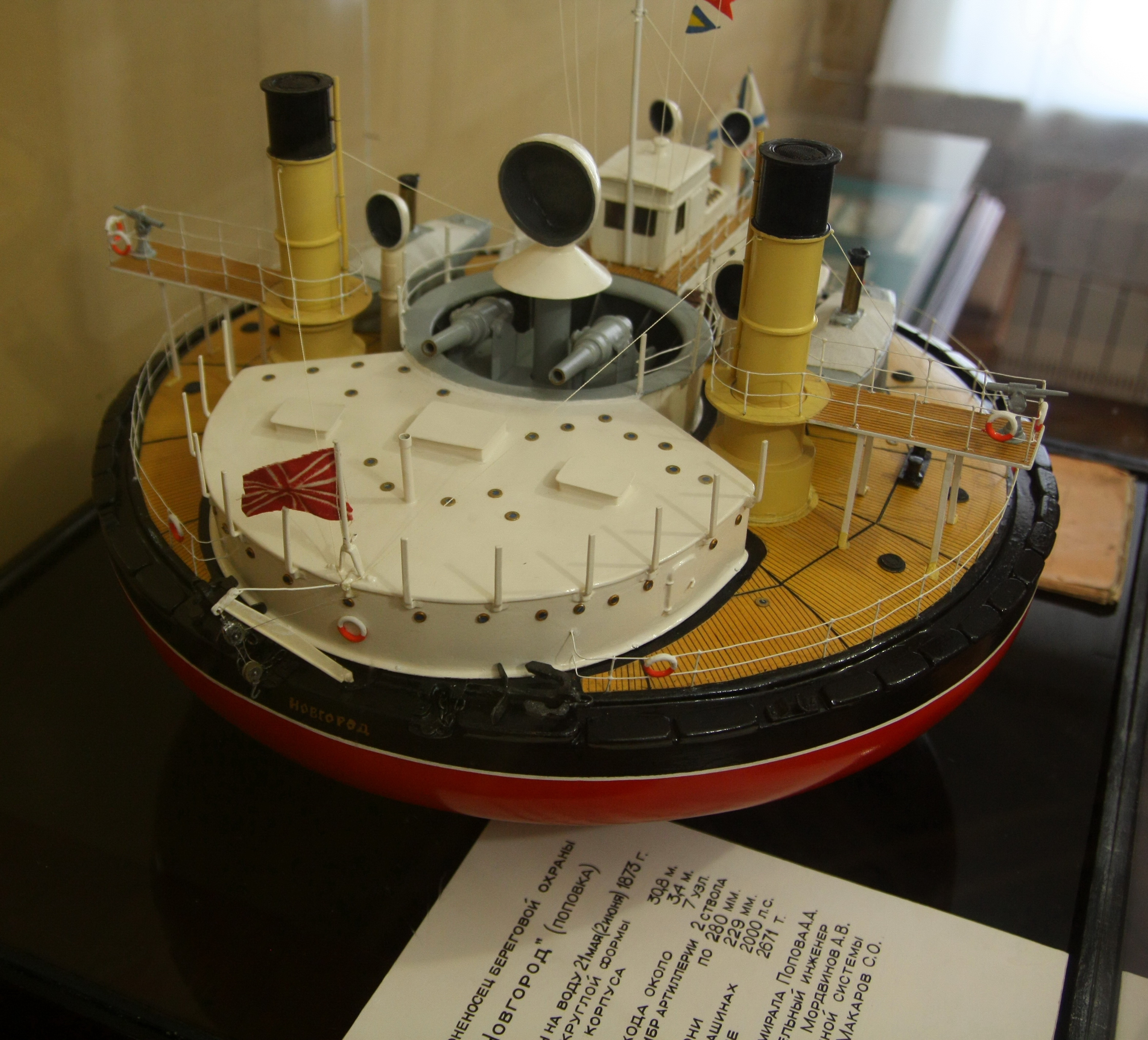
Un modellino della Novgorod, uno dei monitori circolari costruiti dalla Russia durante gli anni settanta del XIX secolo

La marina francese costruì la prima nave corazzata nel tentativo di ottenere un vantaggio strategico rispetto ai britannici, ma rimase sempre indietro in quanto a numero di navi costruite. Nonostante avesse preso l'iniziativa, adottando tutta una serie di innovazioni quali le armi a retrocarica e la costruzione in acciaio, la marina francese non avrebbe mai potuto rivaleggiare a dimensioni con la Royal Navy. Nel 1870, per un breve periodo, in Francia cessò la costruzione di corazzate, in quanto stava prendendo piede la Jeune École, la giovane scuola, che indicava nelle torpediniere e negli incrociatori non corazzati il futuro della guerra navale. Come le britanniche, anche le navi corazzate francesi videro poco l'azione. Il blocco navale attuato sulle coste della Germania del nord durante la guerra franco-prussiana si rivelò inefficace, tanto che la guerra si risolse in pratica nelle battaglie terrestri.
L'Impero russo costruì un certo numero di navi corazzate, in genere copiate da progetti britannici o francesi. Tuttavia, ci furono anche reali innovazioni provenienti dalla Russia, tra cui il primo vero incrociatore corazzato, General-Admiral varato nel 1870, ed una serie, notevolmente mal progettata, di corazzate circolari denominate popoffkas. La marina russa aprì la strada all'uso su larga scala di torpediniere durante la guerra russo-turca, principalmente per ragioni di necessità, a causa delle numericamente e qualitativamente superiori navi corazzate impiegate dalla Osmanlı Donanması, la marina turca. La Russia ampliò la sua flotta tra 1880 e il 1890 con moderni incrociatori corazzati e navi da battaglia, ma le navi erano governate da equipaggi inesperti e ufficiali nominati più per ragioni politiche che per necessità. Nel lungo termine questo fu una delle cause della sconfitta russa nella battaglia di Tsushima, combattuta nel 1905, assieme alle navi che, seppur di nuova costruzione, erano mal progettate e concettualmente obsolete e furono facilmente surclassate dalle più moderne navi da guerra giapponesi.

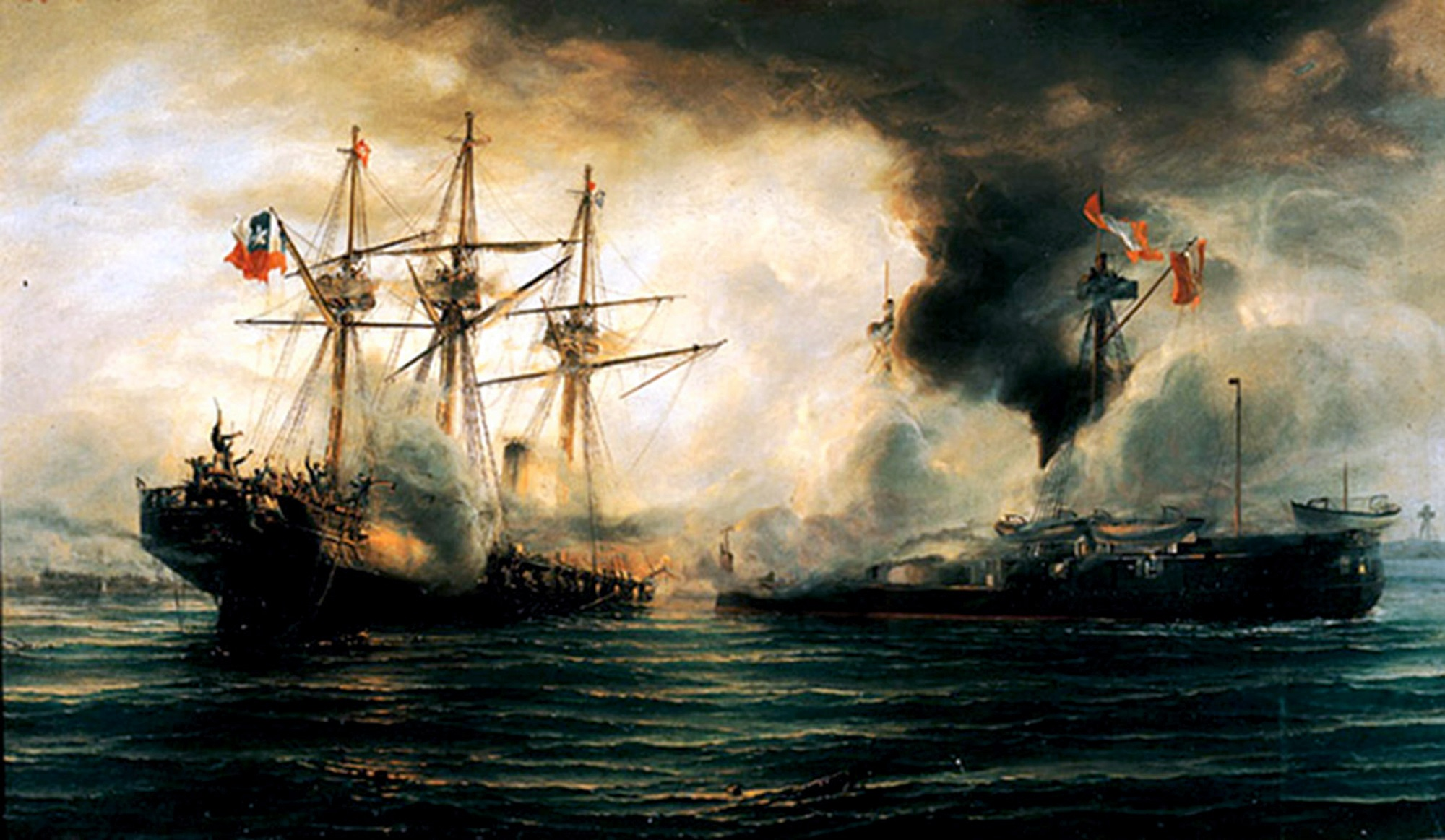
L'affondamento della pirocorvetta cilena Esmeralda ad opera della nave corazzata peruviana Huáscar nel corso della battaglia di Iquique, 1879

Alla conclusione della guerra civile, la United States Navy possedeva una cinquantina monitori e corazzate costiere. Dal 1870 la maggior parte di esse furono poste in riserva, lasciando gli Stati Uniti praticamente privi di una flotta corazzata. Altri cinque monitori di grandi dimensioni furono ordinati negli anni settanta. Le limitazioni proprie dei monitori impedivano agli Stati Uniti di proiettare la loro forza all'estero, e fino agli anni novanta gli Stati Uniti avrebbero perso un eventuale confronto navale con la Spagna o con una delle potenze sudamericane. Gli anni novanta videro la nascita di quella che divenne la Great White Fleet, una moderna flotta di navi da battaglia e incrociatori corazzati che sconfissero la flotta spagnola durante la guerra ispano-americana del 1898.
Fu l'inizio di una nuova era nella guerra navale. La navi corazzate furono ampiamente utilizzate in Sudamerica. Navi corazzate furono impiegate da entrambi gli schieramenti durante la guerra delle Isole Chincha, che vide il confronto tra Spagna e le forze combinate di Perù e Cile, combattuta nei primi anni sessanta. La spagnola Numancia partecipò alla battaglia di Callao, ma non fu in grado di infliggere danni significativi alle difese della città. Inoltre, il Perù riuscì a schierare due corazzate costruite localmente sulla base di disegni della guerra di secessione americana: la Loa, una nave di legno trasformata in una corazzata a casamatta, e la Victoria, un piccolo monitore armato con un singolo cannone da 68 lb.

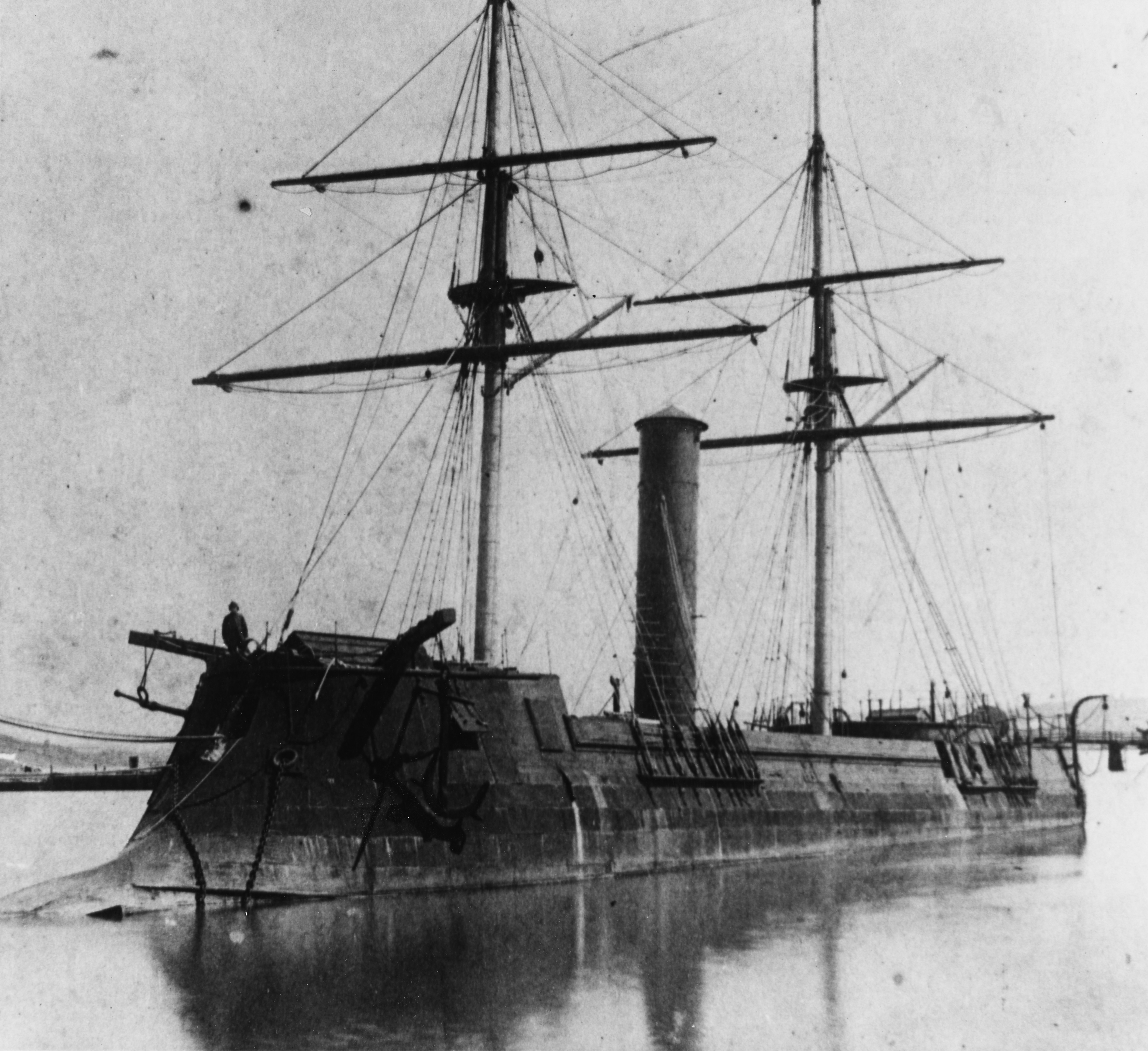
Costruita dalla Francia per gli Stati Confederati d'America, la CSS Stonewall fu ceduta al Giappone nel 1869, anno di costituzione della Marina imperiale, in cui entrò in servizio come Kōtetsu

La marina peruviana schierò anche due navi corazzate di costruzione britannica, la Independencia, a batteria centrale, e la Huáscar, con l'armamento in torrette. La Numancia fu la prima nave corazzata a circumnavigare il globo, arrivando a Cadice il 20 settembre 1867 e guadagnandosi il motto: Enloricata navis que primo terram circuivit. Durante la guerra del Pacifico, scoppiata nel 1879, sia Perù che Cile schieravano navi corazzate, tra cui alcune di quelle utilizzate pochi anni prima contro la Spagna. Mentre la Independencia si arenò nella prima fase della guerra, la peruviana Huáscar si rivelò molto efficiente contro le forze cilene, ritardando l'invasione delle loro truppe di terra di sei mesi. Alla fine la Huáscar fu catturata da una coppia di più moderne navi corazzate a batteria centrale cilene, la Blanco Encalada e la Almirante Cochrane, durante la battaglia di Angamos.
La navi corazzate furono utilizzate dalla Marina imperiale giapponese sin dalla sua nascita. La Kōtetsu (甲鉄?), letteralmente "ricoperta di ferro", in seguito ribattezzata Azuma (东?), cioè "Est", fu la prima nave corazzata giapponese ed ebbe un ruolo decisivo nella battaglia navale di Hakodate combattuta nel maggio 1869, che pose fine alla guerra Boshin e completò la Restaurazione Meiji. La Marina imperiale continuò a sviluppare la sua flotta e commissionò una serie di navi da guerra a cantieri britannici ed europei, primi navi corazzate e più tardi incrociatori corazzati. Queste navi si scontrarono con la flotta del Pei-yang cinese, che almeno sulla carta era superiore a quella giapponese, nelle ultime fasi della battaglia del fiume Yalu. Grazie alla superiore potenza di fuoco nel corto raggio, la flotta giapponese prevalse, affondando o danneggiando otto navi cinesi, riportando danni a sole quattro delle sue navi. La guerra navale si concluse l'anno successivo nella battaglia di Weihaiwei, dove le rimanenti navi cinesi si arresero ai giapponesi.

## Tramonto delle navi corazzate

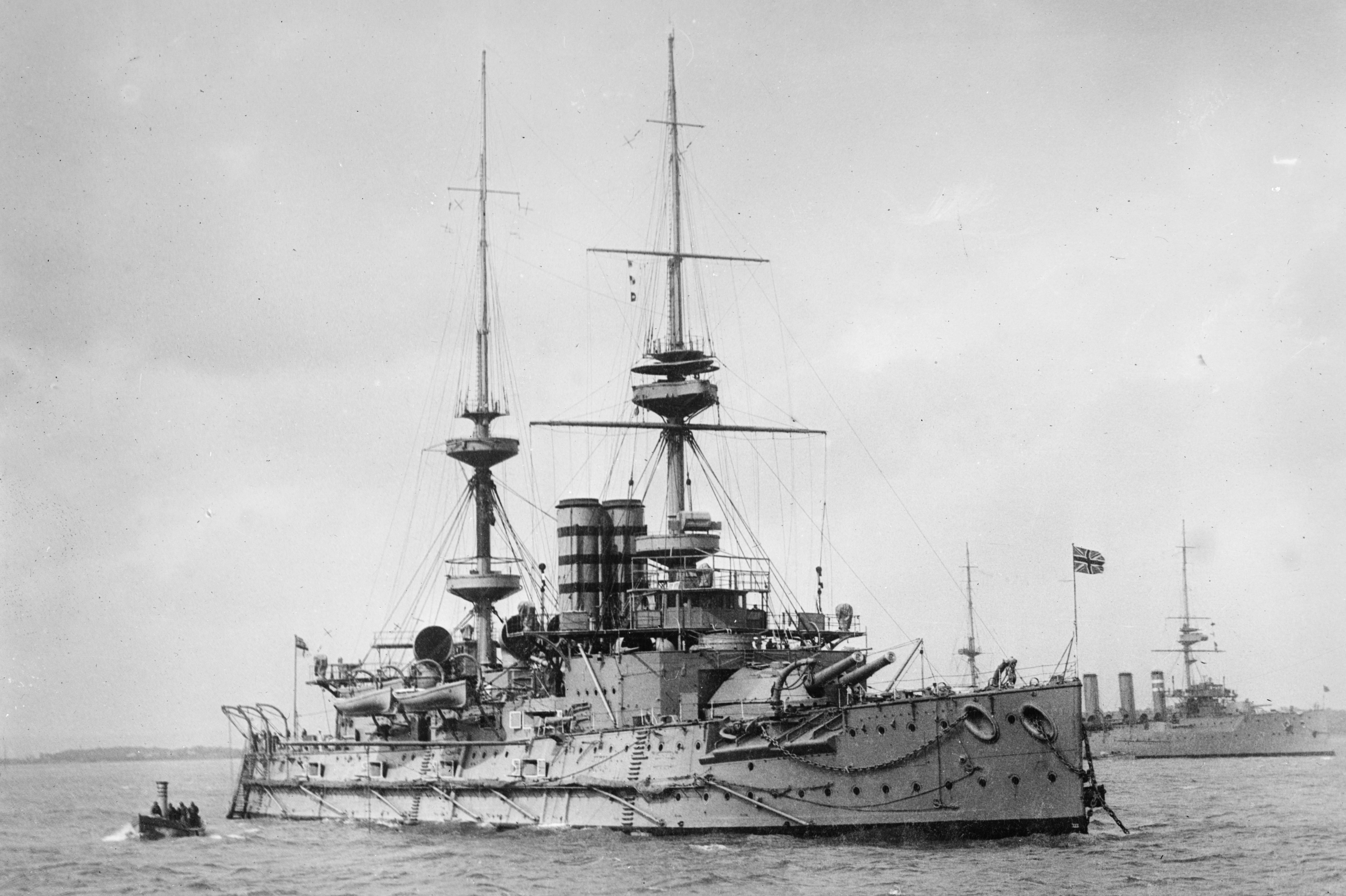
Alla fine del XIX secolo le navi corazzate iniziarono ad essere soppiantate da un nuovo tipo di navi da battaglia, in seguito identificate come corazzate pluricalibro per differenziarle dalle successive monocalibro. La HMS Mars, varata nel 1896, apparteneva alla classe Majestic, una delle prime e più influenti classi di corazzate pluricalibro.

Non è possibile stabilire con precisione quando finì l'epoca della navi corazzate, è certo invece quando si decise di abbandonare definitivamente il legno come materiale da costruzione per gli scafi. Navi corazzate continuarono ad essere utilizzate durante la prima guerra mondiale. Dalla fine del XIX secolo, il termine "nave corazzata" fu progressivamente sostituito dai termini nave da battaglia e incrociatore corazzato. La proliferazione di progetti di navi corazzate terminò alla fine degli anni novanta, quando le maggiori marine militari si orientarono verso un tipo di nave da battaglia standardizzato. Talvolta a tali navi ci si riferiva ancora coll'appellativo di "nave corazzata". Al contrario, nessuna delle cosiddette "dreadnought" o "corazzate monocalibro", comparse alla fine del primo decennio del XX secolo, fu mai chiamata "nave corazzata".
La maggior parte delle navi corazzate degli anni settanta e ottanta del XIX secolo servirono fino al primo decennio del XX secolo. Una manciata di navi, come ad esempio i monitori della United States Navy costruiti negli anni settanta, fu in servizio attivo durante la prima guerra mondiale. Le navi da battaglia e gli incrociatori varati negli anni novanta furono ampiamente usati durante la prima guerra mondiale e, in taluni casi, rimasero in azione fino alla seconda guerra mondiale.

## Esemplari sopravvissuti e repliche

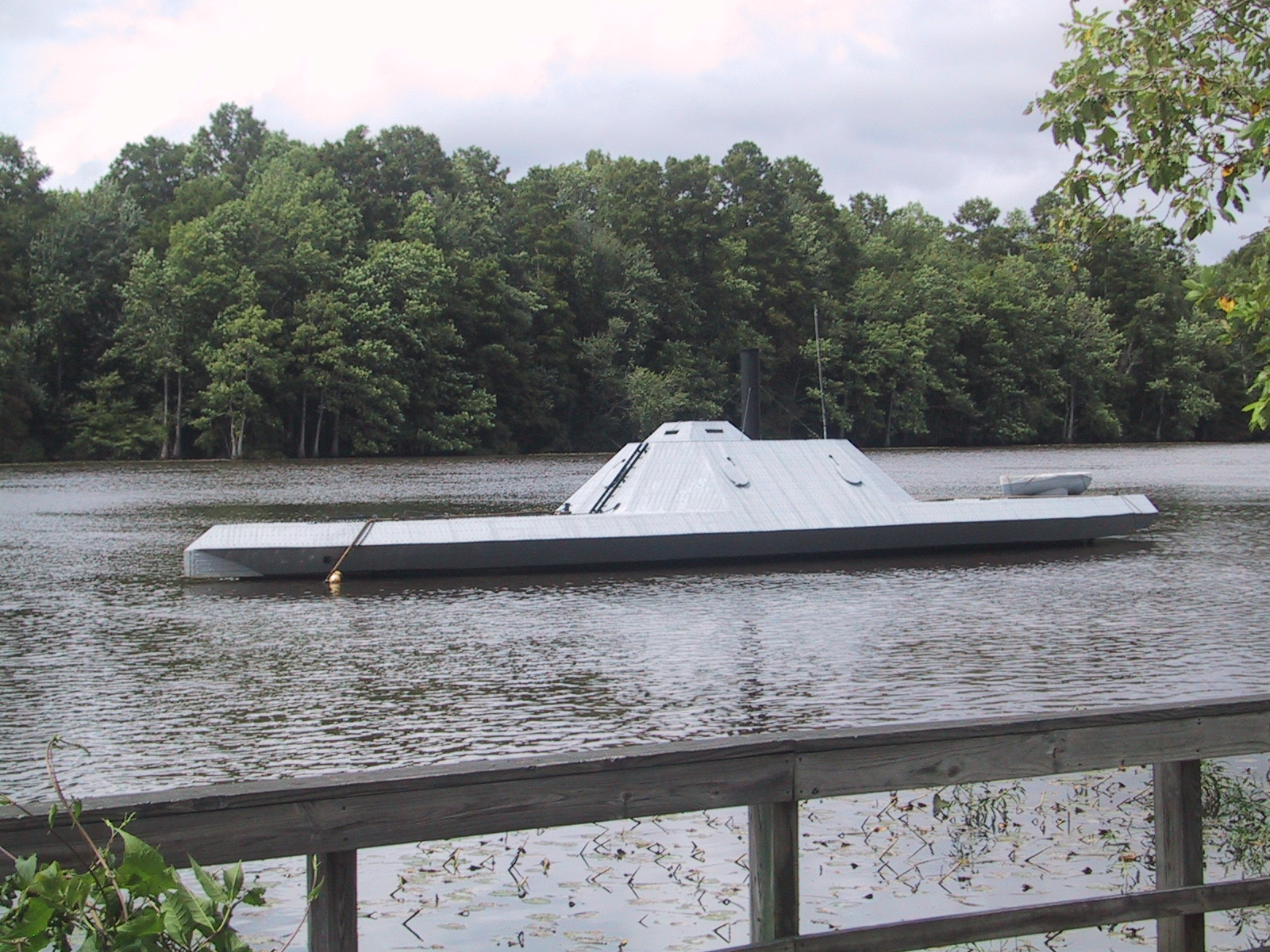
La replica della CSS Albemarle in navigazione, 2003

Un certo numero di navi corazzate sono sopravvissute o ricostruite come navi museo:
- Parti della USS Monitor sono in esposizione al Mariners' Museum di Newport News, Virginia.
- Sempre a Newport News è conservata una replica in scala della USS Monitor, costruita nel 2005 dalla Northrop Grumman.
- La HMS Warrior, completamente ristrutturata, è diventata una nave museo e si trova a Portsmouth, in Inghilterra.
- La Huáscar è conservata nel porto di Talcahuano, in Cile, ed è visitabile.
- La USS Cairo è esposta a Vicksburg, Mississippi.
- La HNLMS Buffel è in esposizione al Maritiem Museum di Rotterdam.
- La HNLMS Schorpioen, trasformata in nave museo, è conservata a Den Helder.
- Lo scafo in legno, interamente preservato, della CSS Neuse è in mostra a Kinston, Carolina del Nord.
- Sempre a Kinston, vicino al fiume Neuse, è esposta una replica a grandezza naturale della Neuse, denominata Neuse II.
- Una replica in scala della CSS Albemarle, nave sorella della Neuse è conservata al Port O' Plymouth Museum di Plymouth, Carolina del Nord. Costruita nel 2002 e lunga 19 m, è perfettamente funzionante ed ogni anno, l'ultimo weekend di aprile, viene calata in acqua in occasione del Living History Weekend.
- Lo scafo della CSS Muscogee è esposto al National Civil War Naval Museum di Columbus, Georgia.

## Eredità culturale
L'evoluzione delle navi corazzate fu in qualche modo legata alla storia del carro armato, e le navi corazzate divennero fonte d'ispirazione per mezzi terrestri di vario genere, blindati o meno. H. G. Wells, nel suo racconto Le corazzate terrestri (The Land Ironclads), pubblicato sul The Strand Magazine nel dicembre 1903, descrisse l'uso di grandi veicoli blindati, armati con cannoni e mitragliatrici e dotati di ruote pedrail. In Italia è stato pubblicato nella raccolta Tutti i racconti e i romanzi brevi di H.G. Wells.

### Annotazioni
1. ↑  La Royal Navy costruì dei cannoni da 460 mm che avrebbero dovuto equipaggiare gli incrociatori da battaglia classe Glorious. Tuttavia tali navi, a costruzione ancora in corso, furono convertite in portaerei. Nel 1918, a guerra ormai terminata, i cannoni in questione furono installati su alcuni monitori classe Lord Clive.
2. ↑  Secondo Beeler la HMS Edinburgh fu la prima nave capitale britannica a essere chiamata generalmente "nave da battaglia".[89]

### Fonti
1. 1 2 3  Hill 2000, p. 17.
2. ↑   Riccardo Busetto, Dizionario Militare, Zanichelli, 2004,  p. 252, ISBN 88-08-08937-1.
3. 1 2  Sondhaus 2001, p. 73.
4. ↑  Sondhaus 2001, pp. 77-86.
5. ↑  Seth 2010, p. 147.
6. ↑  Dickie 2009, p. 96.
7. 1 2  Brennecke 1986, p. 138.
8. ↑  (FR) Dominique Tailliez, Les Hospitaliers de Saint-Jean de Jérusalem à Nice et Villefranche, su darse.org. URL consultato il 28 dicembre 2013 (archiviato dall'url originale il 30 luglio 2010).
9. ↑  Meyers, p. 661.
10. ↑  Sire 1996, p. 88.
11. 1 2  Turnbull 1996, p. 102.
12. 1 2  Gardiner e Lambert 2001, pp. 30-44.
13. ↑  Hill 2000, p. 25.
14. ↑  Sondhaus 2001, pp. 37-41.
15. ↑  Gardiner e Lambert 2001, p. 39.
16. ↑  Sondhaus 2001, p. 58.
17. ↑  Lambert 1984, p. 94.
18. ↑  Baxter 1933, p. 70.
19. 1 2  Baxter 1933, p. 72.
20. 1 2  Gardiner e Lambert 2001, p. 52.
21. 1 2 3  (EN) Hugh Chisholm (a cura di), Armour Plates, in Enciclopedia Britannica, XI, Cambridge University Press, 1911.
22. 1 2  (EN) Battle Of Kinburn, su weaponsandwarfare.com, 23 luglio 2012. URL consultato il 15 gennaio 2015.
23. ↑  (FR) Classe Dévastation, su Dossiers Marine. URL consultato il 6 luglio 2013 (archiviato dall'url originale il 5 settembre 2007).
24. ↑  Baxter 1933, p. 82.
25. ↑  Baxter 1933, p. 84.
26. 1 2  Sondhaus 2001, p. 61.
27. ↑  Gardiner e Lambert 2001, pp. 52-53.
28. ↑  Sondhaus 2001, p. 74.
29. 1 2 3 4 5  Chesneau&Kolesnik 1979, pp. 7-11, 118-119, 173, 244, 267-268, 286-289.
30. ↑  Gardiner e Lambert 2001, pp. 55-56.
31. 1 2  Sondhaus 2001, p. 77.
32. ↑  Gardiner e Lambert 2001, pp. 61-74.
33. ↑  Gardiner e Lambert 2001, p. 77.
34. ↑  Sondhaus 2001, p. 78.
35. ↑  Sondhaus 2001, pp. 78-79.
36. ↑  Sondhaus 2001, pp. 80-82.
37. ↑  Sondhaus 2001, pp. 83-84.
38. ↑  Sondhaus 2001, pp. 80-81.
39. ↑  Sondhaus 2001, p. 81.
40. ↑  Konstam.
41. 1 2 3 4 5  Sondhaus 2001, p. 96.
42. ↑  Hill 2000, pp. 34-45.
43. ↑  Beeler 2003, p. 106.
44. ↑  Beeler 2003, p. 107.
45. ↑  Beeler 2003, pp. 154-155.
46. 1 2  Beeler 2003, p. 71.
47. 1 2  Beeler 2003, p. 72.
48. ↑  Beeler 2003, p. 77.
49. ↑  David Brown in Gardiner e Lambert 2001, p. 85
50. ↑  Gardiner e Lambert 2001, pp. 97-98.
51. 1 2 3 4  John Campbell in Gardiner e Lambert 2001, pp. 158-169
52. ↑  Red 1869, pp. 4, 45-50, 68, 139, 217-221, 224-226, 228, 233.
53. ↑  Sondhaus 2001, pp. 73-74.
54. 1 2  Beeler 2003, pp. 91-93.
55. ↑  Noel.
56. 1 2 3  Sondhaus 2001, p. 87.
57. ↑  Lyon&Winfield 2004, pp. 240-242.
58. ↑  Beeler 2003, p. 122.
59. ↑  Sondhaus 2001, p. 83.
60. ↑  Sondhaus 2001, p. 156.
61. ↑  Lambert 1984, p. 19.
62. 1 2  Beeler 2003, p. 32.
63. ↑  Beeler 2003, p. 36.
64. ↑  Jenschura&Jung&Mickel.
65. ↑  Beeler 2003, pp. 37-41.
66. ↑  Hill 2000, p. 39.
67. ↑  Beeler 2003, p. 45.
68. 1 2  Sondhaus 2001, pp. 164-165.
69. ↑  Sondhaus 2001, p. 166.
70. ↑  Reed 1869, pp. 45-47.
71. ↑  Beeler 2003, pp. 133-134.
72. 1 2  Beeler 2003, p. 54.
73. ↑  Hill 2000, p. 44.
74. ↑  Sondhaus 2001, pp. 111-112.
75. ↑  Beeler 2003, pp. 63-64.
76. ↑  Beeler 2003, pp. 57-62.
77. ↑  Sondhaus 2001, p. 88.
78. ↑  Beeler 2003, p. 194.
79. ↑  Denis Griffiths in Gardiner e Lambert 2001, pp. 176-178
80. ↑  Beeler 2003, p. 204.
81. ↑  Kennedy, pp. 178-179.
82. ↑  Hill, p. 185.
83. ↑  Sondhaus 2001, p. 101.
84. ↑  Sondhaus 2001, pp. 122-126.
85. ↑  Sondhaus 2001, pp. 187-191.
86. ↑  Sondhaus 2001, pp. 126-128 e 173-179.
87. ↑  Sondhaus 2001, pp. 97-99 e 127-132.
88. ↑  Hill, p. 191.
89. ↑  Beeler 2003, p. 154.
90. ↑  Hill, p. 18.
91. ↑  (EN) H. G. Weels, War and the Future, Cassell & Co, 1917.

### Libri
- (EN) Stephen Turnbull, Samurai Warfare, Londra, Cassell & Co, 1996, ISBN 1-85409-280-4.
- (DE) Jochen Brennecke, Geschichte der Schiffahrt, 2ª ed., Künzelsau, 1986, ISBN 3-89393-176-7.
- (EN) Iain Dickie, Christer Jorgensen e Martin J. Dougherty, Fighting techniques of naval warfare, 1190 BC-present: strategy, weapons, commanders, and ships, Thomas Dunne Books, 2009,  p. 96, ISBN 978-0-312-55453-8.
- (EN) H. J. A. Sire, The Knights of Malta, Yale University Press, 1996, ISBN 978-0-300-06885-6.
- (EN) Michael J. Seth, A history of Korea: from antiquity to the present, Rowman & Littlefield, 2010,  p. 147, ISBN 978-0-7425-6716-0.
- (EN) James Phinney Baxter III, The Introduction of the Ironclad Warship, Harvard University Press, 1933.
- (EN) John Beeler, Birth of the Battleship: British Capital Ship Design 1870–1881, Londra, Caxton, 2003, ISBN 1-84067-534-9.
- (EN) N.J.M. Campbel, Conways's All the World's Fighting Ships 1860-1905, a cura di Roger Chesneau e Eugene K. Kolesnik, Conway Maritime Press, 1979, ISBN 0-8317-0302-4.
- (EN) John Richard Hill, War at Sea in the Ironclad Age, Sterling Publishing, 2000, ISBN 0-304-35273-X.
- (EN) Robert Gardiner e Andrew Lambert (a cura di), Steam, Steel and Shellfire: The Steam Warship, 1815-1905, Book Sales, 2001, ISBN 0-7858-1413-2.
- (EN) Andrew Lambert, Battleships in Transition: The Creation of the Steam Battlefleet 1815–1860, Londra, Conway Maritime Press, 1984, ISBN 0-85177-315-X.
- (EN) Edward J. Reed, Our Ironclad Ships, their Qualities, Performance and Cost, John Murray, 1869.
- (EN) Lawrence Sondhaus, Naval Warfare 1815–1914, Londra, Routledge, 2001, ISBN 0-415-21478-5.
- (EN) Paul M. Kennedy, The Rise And Fall of British Naval Mastery, Humanity Books, 2006, ISBN 978-1-59102-374-6.
- (EN) Angus Konstam, Union River Ironclad 1861-65, Osprey Publishing, 2002, ISBN 978-1-84176-444-3.
- (EN) Gerard H.U. Noel, The Gun, Ram and Torpedo, Manoeuvres and tactics of a Naval Battle of the Present Day, 2ª ed., Griffin, 1885.
- (EN) H. Jenschura, D. Jung e P. Mickel, Warships of the Imperial Japanese Navy (1869-1946), Londra, Arms and Armour, 1999, ISBN 0-85368-151-1.
- (EN) David Lyon e Rif Winfield, The Sail and Steam Navy List, all the ships of the Royal Navy 1815-1889, Chatham Publishing, 2004, ISBN 1-86176-032-9.

### Pubblicazioni
- (DE) Panzerrock - Panzerschiff, in Meyers Konversations-Lexikon, Lipsia e Vienna, Bibliographischen Instituts. URL consultato il 30 dicembre 2013.
- (EN) William N. Still, Jr, Confederate Naval Strategy: The Ironclad, in The Journal of Southern History, vol. 27, n. 3, Southern Historical Association, agosto 1961,  pp. 330-343, ISSN 0022-4642 (WC · ACNP). URL consultato il 31 gennaio 2014.